# 德意志统一

1871年至1918年的德意志帝国。多民族的奥匈帝国被排除在外，因此德意志统一参照的是小德意志方案

德意志統一（德語：Deutsche Einigung，發音：[ˈdɔʏtʃə ˈʔaɪnɪɡʊŋ] ⓘ ）一般指德意志帝國成立後，除奧地利以外的德意志形成了普魯士王國主導且實行联邦制的統一民族國家。經歷過普丹战争、普奥战争和普法战争以後，1871年1月18日，齊聚法國凡爾賽宮的德意志邦國君主，一致推舉普鲁士国王威廉一世兼任德意志皇帝。

## 起因及簡史
今日的德意志地区在拿破仑时代中被稱为“萊茵邦聯”，雖然萊茵邦聯由法国扶持建立，但卻被奉為現代德國國家之雛形。事实上，在很早之前的德语人口就已經能透过贵族之间的联盟把各種德意志小邦團結起来，不過從1806年開始，奧地利皇帝宣佈以德意志人為主體的神圣罗马帝国正式解体，讓歐洲傳統的“贵族聯姻”的模式不再適用；在1804年～1815年拿破仑战争期间所興起的民族主义則取而代之，說德語的人們開始覺醒到自己應該屬於一個單一民族國家，而不是一個鬆散聯盟，这種想法在19世紀上半葉被越來越多的人接受。
德意志的统一还曝露新国家在宗教、语言、社会和文化方面的巨大内部差异，表明1871年的统一仅仅是长期联合过程中的一个时间节点而已。神圣罗马帝国皇帝稱自己為「羅馬人皇帝」時，常稱“全德意志人民的皇帝”，通讯中称“德意志”，而在帝国内高等贵族也称为“德意志诸侯”，其他歐洲大多数國家則叫他們為“日耳曼”（GERMANY）；自教皇加冕奧托一世，成立神聖羅馬帝國後统领着在崛起之前（800年）便已经存在的东法兰克独立君主制小国。这一领土多山，人口相对隔离，在如此长的时间之内发展出基于文化、教育、语言和宗教上的诸多差异。但19世纪的德意志同时也和全世界一样，在交通和通讯技术的发展之下更紧密地联系在一起。
日耳曼人民的神圣罗马帝国曾拥有超过500个诸侯国，而在第三次反法同盟战争后，皇帝弗朗茨二世宣布退位（1806年8月6日）放棄「羅馬人皇帝」的封號，改称奥地利帝国皇帝，帝国事实上解体。帝国的解体导致法律、行政和政治上的混乱，但旧帝国日耳曼语地区的人民仍然保有共同的文化和法律传统，而这一传统也通过参与法国大革命战争和拿破仑战争的共同经历而得到巩固加强。这些独立国家有各自的统治阶级、封建制度、传统以及地方法律。欧洲自由主义思潮挑战王朝制度和专制制度下的社会和政治结构，为统一提供思想上的基础；这一思想的德意志版本强调一个地区内的人民传统、教育和语言统一的重要性。经济上，普鲁士于1818年创立关税同盟，并于日后扩张至全日耳曼邦联（Germanic-Confederation）中，减少各国间的竞争。新的交通运输方式为公务和娱乐提供便利，在中欧推动德语使用者之间的联系，但有时也带来一定的冲突。
在拿破仑战争之后，1814-15年的维也纳会议建立外交上的势力范围体系，支持奧地利在中欧的霸权，然而维也纳的与会者却没有意识到普鲁士在德意志诸国中实力日益增强，因此也没有预料到日后普鲁士将会就德意志的领导权问题向奥地利发起挑战。加上因為奧地利皇帝繼承神聖羅馬帝國，且奧普兩國同為德意志民族，於是普鲁士向奧地利这一舊霸主發起挑戰，普鲁士首相奥托·冯·俾斯麦本人排除了“德意志二元方案”、“大德意志方案”和“大奧地利方案”，以没有奥地利的“小德意志方案”為最終目標，对丹麦和法国民族主义的回应为德国统一提供问题的聚焦点。在三次的王朝战争中，普魯士獲得巨大的军事胜利，把德國人對统一的热情推到至高點。
俾斯麥先是在1866年把北德意志邦聯扩大，在將南德的小邦收入北德之下，由此建立一个统一的德國，順便讓普鲁士王国成為這個小德意志中佔據2/3的政權。史学家們认为俾斯麦的“现实政治”以及其它的一些因素导致圍繞著德意志帝國的外交关系的建立，打破了19世纪中後期的歐洲政治、经济和军事平衡。增强民族的自尊。这一经历与普魯士和奧地利在拿破仑战争中的共同對抗法國的歷史遥相呼应，尤其是1813-14年的第六次反法同盟，這讓奥地利的繼承國奧匈帝國和德國的關係不至於惡化，德國的二元问题在德國對奧匈的扶持政策下内得到了一個圓滿的解决。

## 十九世纪初的中欧德语区

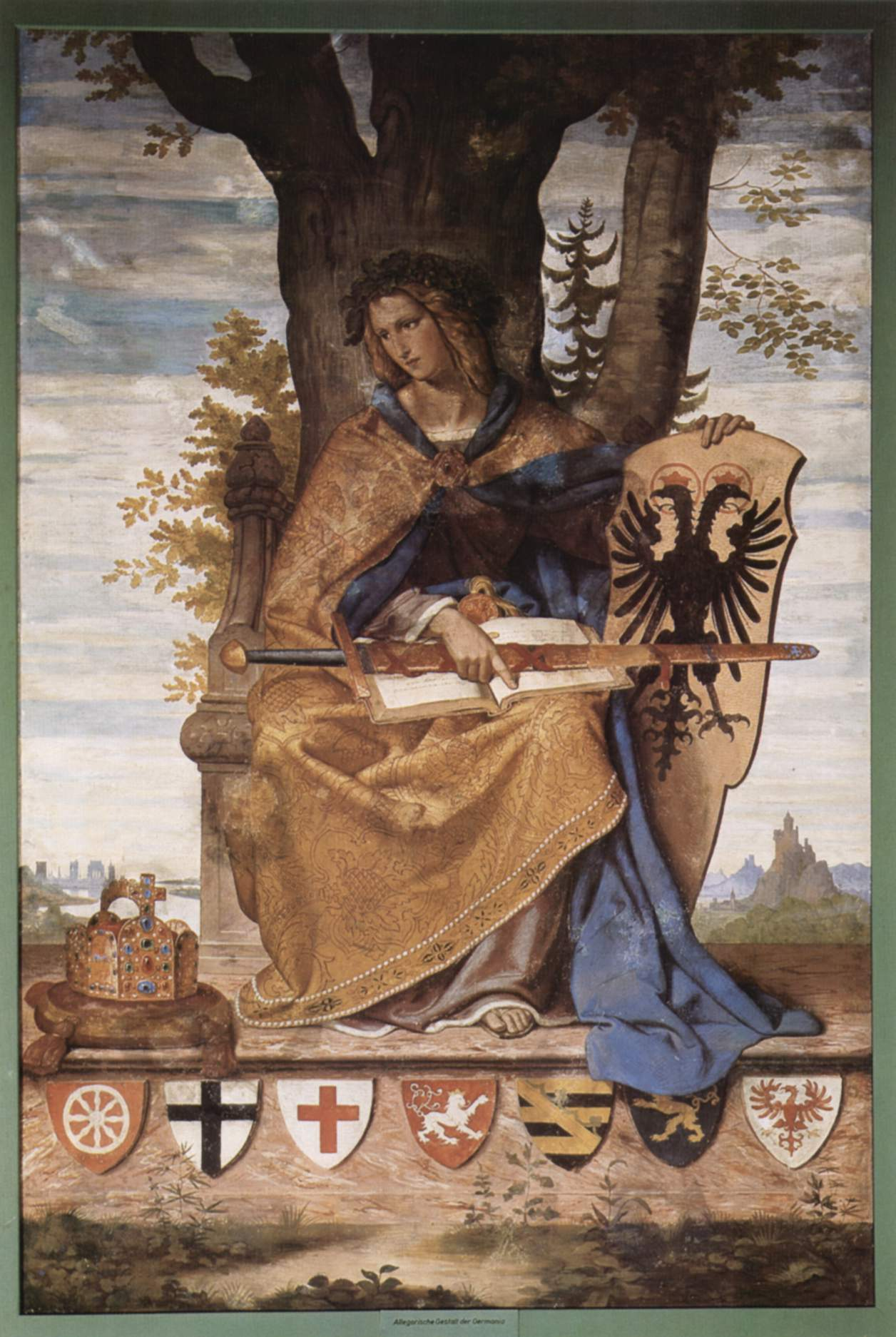
菲利普·怀特的壁画中（1834–36）描绘的日耳曼尼亚（日耳曼人民的化身）形象。她手持绘有德意志邦联徽章（大图见下）的盾牌，下方则绘有神圣罗马帝国七个传统选帝侯的徽章

德意志邦联徽章

1806年之前，中欧的日耳曼语区包括超过300个政治实体，其中大部分是神圣罗马帝国的一部分或是哈布斯堡王朝的世袭领地。它们大小不一，小至霍恩洛厄家族分支的各个领地，大至诸如巴伐利亚和普鲁士这样边界分明的王国。统治的方式也各自不同：其中包括大小不一的帝国自由城市，从强大的奥格斯堡到微小的魏尔代施塔特；教会领地，大小和影响力亦不同，例如富有的赖兴瑙修道院和强大的科隆总教区；以及王朝国家诸如符腾堡。如上政权的领土（准确地说应当是这些领土的一部分——哈布斯堡王朝和霍亨索伦普鲁士都还在帝国之外拥有其他土地）组成神圣罗马帝国，国家数量有时超过1,000个。自15世纪起，在绝大部分时间中，帝国的选帝侯们都选举哈布斯堡王朝家长为神圣罗马皇帝。在日耳曼语諸国中，神圣罗马帝国的行政和法律机制为地主和农民、国与国之间和国家之内提供一个解决争议的平台。通过“帝国行政圈”体系，各组国家整合资源，发展区域和组织利益，促进经济合作和军事保护。
第二次反法同盟战争（1799–1802）中，拿破仑·波拿巴击败帝国和其盟友；《吕内维尔条约》、《亚眠和约》和1803年并吞将大量神圣罗马帝国的土地转移至王朝国家名下；世俗化的教会土地和大部分的帝国城市在政治和法律层面绝灭，居住于这些土地的人民则向新的公爵和国王效忠。这一转移尤其扩张符腾堡和巴登的领土。1806年，拿破仑成功入侵普鲁士，并在耶拿-奥尔斯塔特击败普鲁士和俄罗斯联军。他订立《普雷斯堡和约》，皇帝被迫解散神圣罗马帝国。

### 拿破仑体系下日耳曼民族主义的崛起
在法兰西帝国的霸权之下（1804–1814），日耳曼民族主义在重组的德意志国家中盛行。因为这般共同经历，虽然仍然受到法国统治，许多将“德意志”称作一个国家的说法浮现出来。德意志哲学家约翰·戈特利布·费希特说道：

第一的、最始的、也是真正自然的国境线无疑是其内部的界线。那些操着相同语言的人为自然通过许多隐形的纽带联系到一起，这早在任何人类技艺产生前便开始；他们能够相互理解，亦能使自己更清楚地受到理解；他们应当在一起，并自然为一体且不可分离。

共同语言对于一个国家的建立有一定的基础性作用，但当代（19世纪）德意志史学家则认为，若要结合这数百个政体，语言还远远不够。中欧德语区诸国共同经历法国霸权时期，决心赶走法国入侵者，重新掌控自己的领土。法国在波兰（1806–07）、伊比利亚半岛和西部德意志的战役以及1812年对俄罗斯入侵的惨痛失败使许多德意志人、诸侯和农民对拿破仑的幻想破灭。他的大陆封锁几乎摧毁中欧的经济。俄罗斯的远征军包括近125,000名来自德意志的士兵，这一严重损失使许多德意志人（不论出身高低）开始设想一个没有拿破仑的中欧。吕佐夫志愿军这类学生民兵队伍的出现便体现这一倾向。

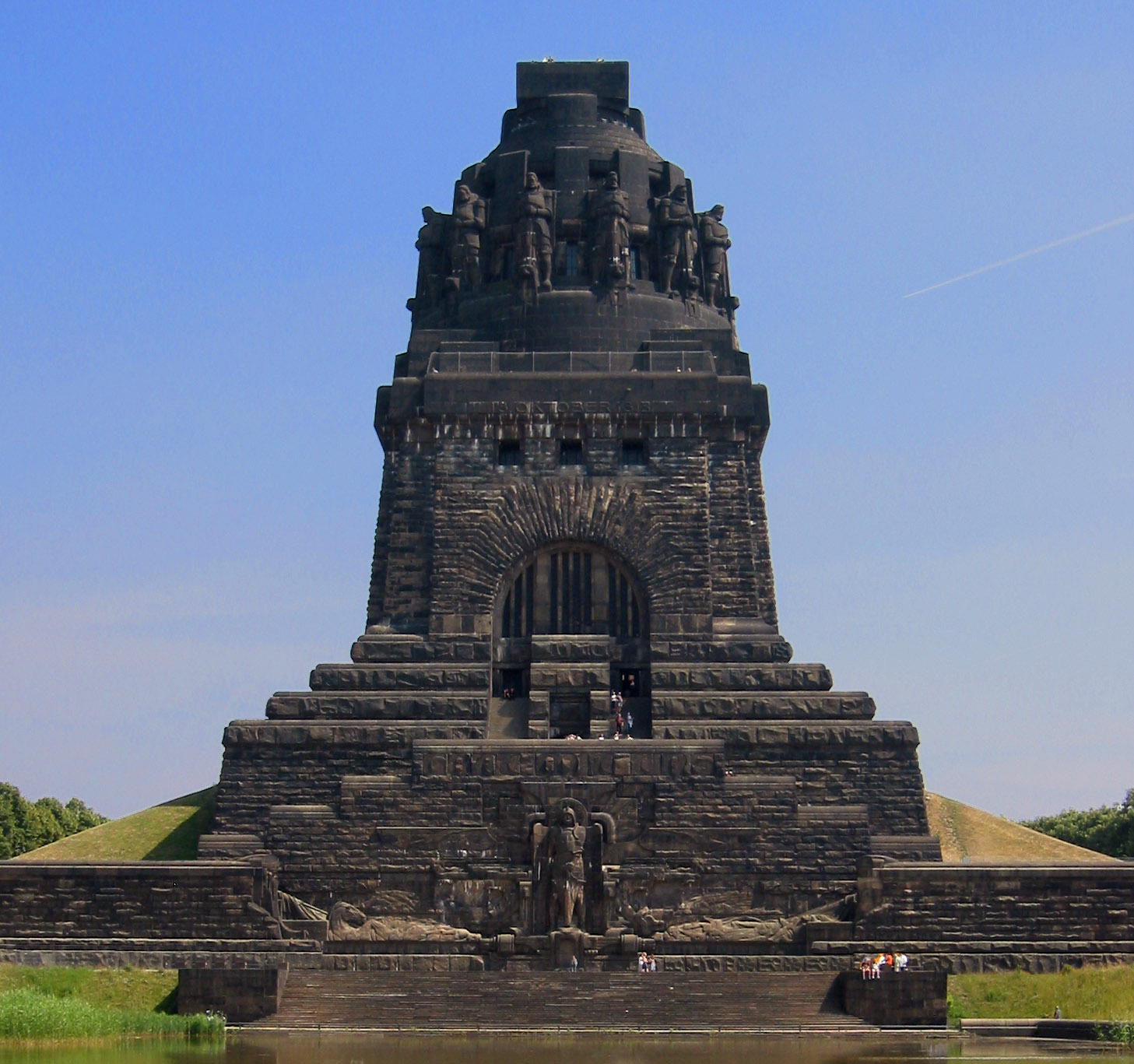
民族大会战纪念碑建于1913年百年纪念之际，旨在纪念德意志人民在战胜拿破仑过程中的努力

在俄国的惨败使法国对德意志诸侯的控制减弱。1813年，拿破仑在德意志发动战役，意图将诸国拉回法国势力范围内；此后的解放战争在莱比锡战役（又称民族大会战）中达到高潮。1813年10月，超过500,000名士兵在三日内展开激烈战斗，这也是19世纪欧洲最大规模的陆战。这场战役以奥地利、普鲁士、俄罗斯、萨克森和瑞典同盟的决定性胜利告终，并终结法国在莱茵河东岸的影响力。同盟军在胜利鼓舞下跨越莱茵河追击拿破仑，他的军队和政府由此垮台，本人亦流放并囚禁于厄尔巴岛。1815年百日王朝时期拿破仑短暂复辟。在第七次反法同盟战役中，威灵顿公爵指挥的英国-同盟军队和格布哈德·冯·布吕歇尔指挥的普鲁士军队在滑铁卢取胜（1815年6月18日）。
布吕歇尔军在前日刚自利尼成功撤退，在滑铁卢扮演决定性地位，扭转战斗的局势。普鲁士骑兵于6月18日夜晚追击战败的法军，为同盟锁定胜局。从德意志的角度看，布吕歇尔军在滑铁卢的表现以及德意志诸国在莱比锡的协同作战成为民族自尊和热情的聚合点。这一阐释在19世纪成为亲普鲁士民族主义史学家“普鲁士神话”的核心。

### 中欧重组及二元德意志的崛起

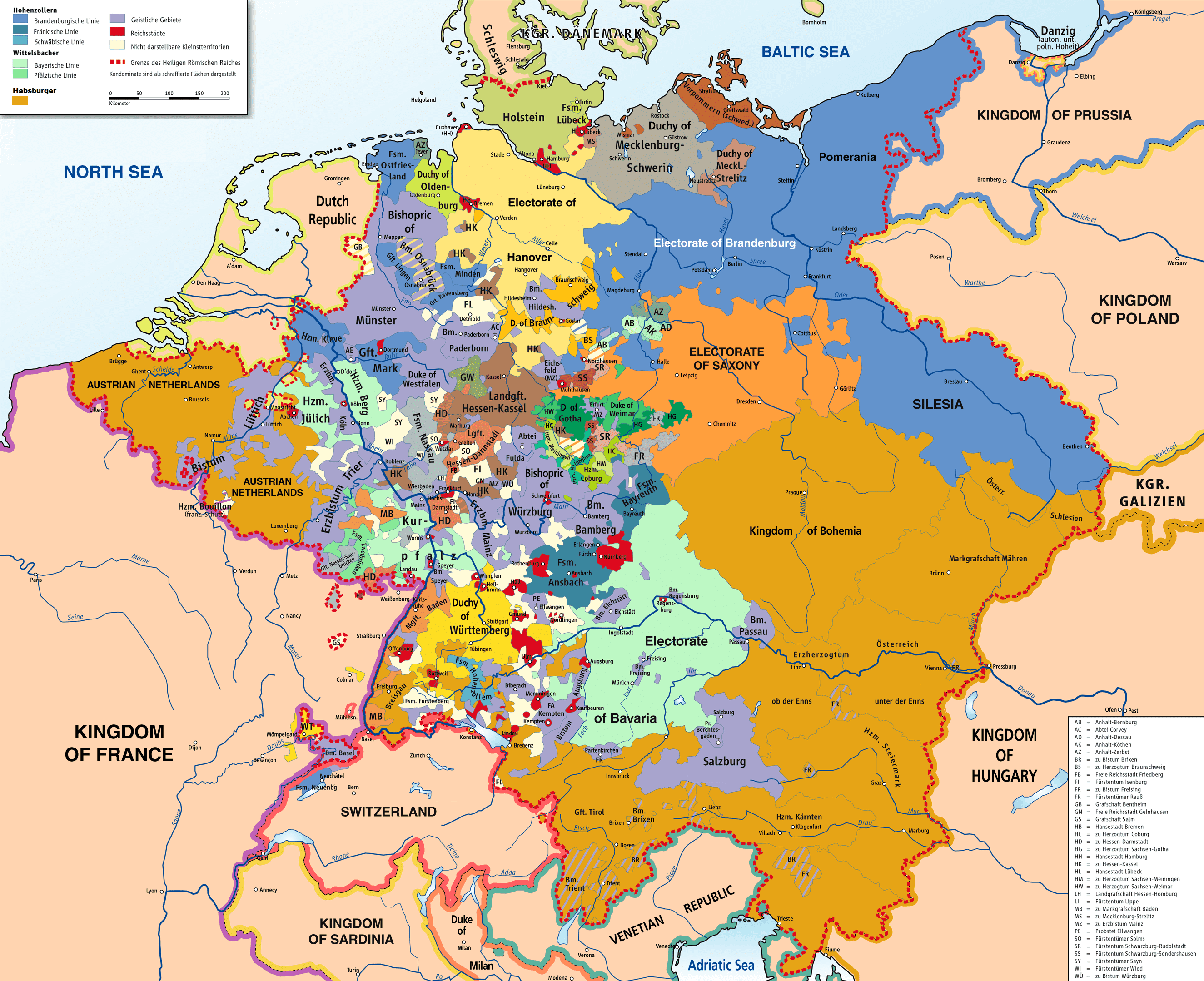
1789年的神圣罗马帝国地图。地图上大部分为哈布斯堡王朝（橙色）及霍亨索伦王朝（蓝色），此外还有大量的小国（许多国家由于太小而无法展现于地图上）

在拿破仑失败之后，维也纳会议在权力平衡的基础上建立一套新的欧洲政治及外交体系。这一体系将欧洲划分为不同势力范围，而在一定程度上这抑制一些民族的诉求，包括德意志和意大利。大体来看，扩大领土的普鲁士和在1803年并吞之后整合出的其他38个国家归入奥地利帝国势力范围内。会议建立松散的德意志邦联（1815–1866），由奥地利领头，拥有一个“联邦议会”（称或，为一个任命领袖组成的会议），在美因河畔法兰克福召开会议。鉴于哈布斯堡王朝在传统上拥有帝国中的重要位置，奥地利皇帝便成为议会的名义总裁。然而，这一人设的奥地利霸权却没有考虑到普鲁士于18世纪在帝国政治中的崛起。在勃兰登堡选帝侯于该世纪初自命为普鲁士国王之后，他们的领地范围通过战争和继承逐渐得到扩张。在腓特烈大帝治下，普鲁士的实力在奥地利王位继承战争和七年战争中更加明显地展示出来。在玛丽亚·特蕾西亚和约瑟夫二世试图在神圣罗马帝国中重塑哈布斯堡霸权的同时，腓特烈则相应地于1785年创建“诸侯联盟”（Fürstenbund）。奥地利和普鲁士的德意志二元问题深深植根于旧帝国的政治之中。这一关于势力范围的争夺在巴伐利亚王位继承战争（或“马铃薯战争”）中表现得最为明显。在神圣罗马帝国终结之后，这一竞争仍然影响19世纪民族主义运动的成长和发展。

### 重组的问题
联邦议会虽有议会之名，但它却完全不能視為一个广泛且大众的选举代表集合。许多国家没有宪法，而在有宪法的国家（例如巴登大公国），严格建立于财产基础上的选举权仅仅适用于一小部分的男性人口。此外，这一不实际的解决方案无法反映普鲁士的全新地位。虽然普鲁士军队在1806年耶拿-奥埃尔斯特会战中惨败，但在滑铁卢却又完成强势的回归。由此，普鲁士的领袖们希望能够在德意志政治中扮演一个关键性的角色。

德意志邦联的国境。普鲁士为蓝色，奥地利为黄色，其他为灰色

德意志的民族主义在拿破仑时代由于德意志人的共同经历而得到刺激，一开始与自由主义思想相结合，改变德意志诸国之间的政治、社会和文化关系。在此背景下，能够感受到这一运动深深植根于拿破仑时代的经历。学生组织和群众示威（例如于1817年10月在瓦尔特堡的示威）使中欧的德语者愈发团结。此外，在解放战争期间许下的明确和不明确的承诺也使人对人民主权产生期望，并且使人广泛参与到政治中来，但许多承诺在和平到来后却没有得到实现。学生组织的骚动使保守派领袖诸如克莱门斯·梅特涅开始担心民族主义思想的崛起；1819年3月德意志戏剧家奥古斯特·冯·科策布死於一个追求统一的激进学生刺杀，而在1819年9月20日，卡尔斯巴德法令颁布，在一定程度上阻碍民族主义运动的思想领导。
保守势力对于刺杀行为感到十分愤怒，梅特涅也借此通过法律，进一步限制媒体，遏制自由主义和民族主义运动的发展。由此，这一系列法令使学生组织转入地下，限制民族主义出版物的出版，扩张对媒体和私人的审查，并通过禁止大学教授鼓励民族主义讨论而限制学术传播。这些法令成为約瑟夫·格雷斯的小册《德意志与革命》（Teutschland und die Revolution，1820年）的主题，他在其中表示通过反动手段来压制公众观点的自由表达是既是不可能的，也是不当的。

## 经济合作
另一大统一德意志诸国的重要制度——德意志关税同盟帮助创造在经济上的统一。1818年普鲁士财政大臣汉斯·冯·比洛最初构想普鲁士的关税同盟；此后关税同盟将许多普鲁士和霍亨索伦王朝的土地连结到一起。在此后超过三十年的时间内，许多德意志国家也加入其中。这一同盟在德意志诸国之间削减贸易保护壁垒，尤其是促进原材料和成品的运输，于是跨境运输货品变得更加容易，购买、运输和销售原材料的成本也变得更加低廉。对于新兴的工业中心来说这相当重要——大部分工业中心都位于莱茵兰、萨尔河和鲁尔河河谷地带。

### 道路和铁路

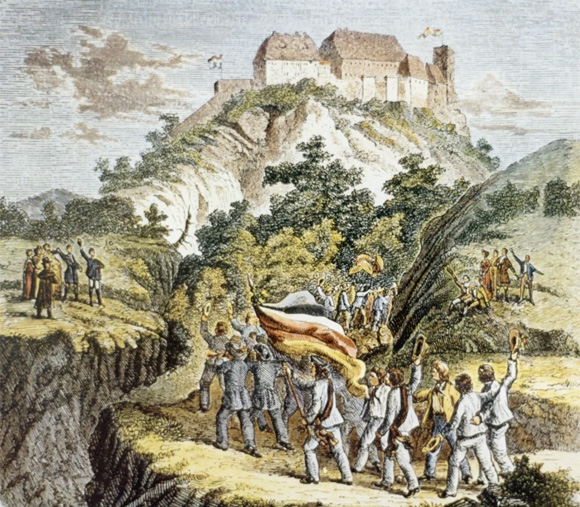
1817年10月，近500名学生在瓦尔特堡（三个多世纪前马丁·路德在此寻求庇护）前进行抗议，支持民族统一。之所以选择瓦尔特堡是因为它对德意志民族精神具有象征性地位。当代彩色木刻画

至19世纪初，德意志的道路状况已经恶化至令人震惊的地步。国内和国外的旅者都对“军道”（Heerstraßen，军用道路，原先的作用是为运输军队提供便利）的状况叫苦不迭。但在德意志诸国不再是军事叉路之后，道路的状况得到改善；普鲁士的硬面道路长度从1816年的3,800（2,400英里）增加到1852年的16,600（10,300英里），这在一定程度上是由碎石路的发明推动的。至1835年，亨里希·馮·加格恩已称这些道路为“国民的命脉”，并预测它们将会促进自由、独立和繁荣。人们四处流动，在火车、旅馆、参观或诸如巴登-巴登的浴场这般的时髦度假地相互接触。水上交通也得到改善。在拿破仑的命令下，撤銷莱茵河上的封锁，而到1820年代，蒸汽机則使内河船從不便的人力和畜力牵引系统中解放出来。至1846年，有180艘蒸汽船定期往返于德意志河流与博登湖，一系列的运河从多瑙河、威悉河和易北河延展开去。
这些改善是十分重要的，但是在重要性方面却无法与铁路相提并论。德意志经济学家弗里德里希·李斯特将铁路和关税同盟称作“连体双胎”，强调二者之间的重要关系。他并不孤单：诗人奥古斯特·海因里希·霍夫曼·冯·法勒斯莱本作诗颂扬关税同盟，在诗的开头他列举一系列商品，这些商品相比政治和外交对德意志统一的作用更大。德意志帝国的史学家日后称铁路是统一国家的第一个指示；爱国主义小说家威廉·拉贝则写道：“德意志帝国在第一条铁路建设时建立起来”。但也并不是所有人都对这“钢铁怪兽”持有热情的态度。普鲁士国王腓特烈·威廉三世不认为将柏林至波茨坦的旅程缩短几个小时有什么益处，而梅特涅则直接拒绝搭乘火车。其他人则思考铁路是否是威胁景观的邪恶力量：尼古拉斯·雷瑙1838年的诗作《致春》（An den Frühling）即哀叹火车摧毁德意志森林的纯朴静谧。
巴伐利亚路德维希铁路是德意志第一条乘运或货运铁路，1835年建成，连接纽伦堡和菲尔特。它的长度只有6（3.7英里），并只在日间运营，但却获得很大收益并且广受欢迎。在三年内便铺设141（88英里）的铁轨，而1840年则是462（287英里），至1860年达到11,157（6,933英里）。由于缺少一个地理上的中心（例如国都），铁路便以网状分布，在区域内连结城镇和市场，连结区域与区域，等等。随着铁路网的扩张，运输货物的成本更低：在1840年每吨/公里为18芬尼，而在1870年则为5芬尼。铁路的影响是即刻的，例如原材料可以来往鲁尔河河谷而无需装卸。铁路通过创造商品需求和推动贸易促进经济活动。1850年，内河运输装载货量是铁路的三倍；而到1870年这一情况则发生逆转，铁路装载量是内河的四倍。铁路还改变城市的面貌和人们旅行的方式。它的影响超越社会阶层，从贵族至平民。虽然一些较远的德意志省份直至1890年代才连入铁路，但在1865年之前，绝大多数人口、制造业中心和生产中心都已经连入铁路网。

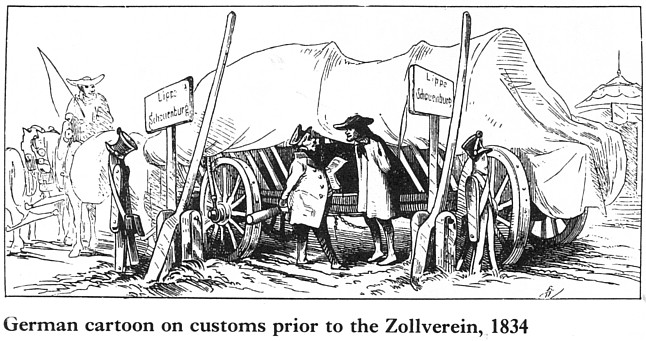
约1834年。这一漫画讽刺德意志诸国收费站的广布。有些国家实在太小以至于运输者在一天内需要两三次卸装货

### 地理、爱国主义及语言
当旅行变得便捷、快速和廉价，使德意志人开始看到除了语言之外的其他统一因素。格林兄弟编纂一本大词典，并且搜集一系列的民间故事和寓言，显示出不同区域内故事的相似性。卡尔·贝德克尔出版欧洲不同城市和地区的旅行指南，指明居住地和目的地，并包括城堡、战场、名建筑和名人的简史。他的指南还包括旅行的距离、不应旅行的道路以及徒步旅行的路线。
奥古斯特·海因里希·霍夫曼·冯·法勒斯莱本的诗句不仅表达德意志人民在语言上的统一，还表现地理上的统一。在《德意志，德意志高于一切》（Deutschland, Deutschland über Alles），正式名称为《德意志之歌》中，法勒斯莱本号召德意志诸国君主承认德意志人民的一统特性。其他爱国歌曲如马克斯·施内肯伯格的《守护莱茵河》则将注意力集中至地理上，而不仅仅是共同语言中的“德意志性”。施内肯伯格创作《守护莱茵河》是为了对法国称莱茵河为“天然东部国境”做出回应。歌曲的副歌部分，以及其他爱国诗歌如尼古拉斯·贝克的《莱茵河》（Das Rheinlied），号召德意志人民保卫自己的领土和家园。1807年，亚历山大·冯·洪堡提出民族性反映地理的影响，将景观同人民联系到一起。与这一思想同时发生的是保护古城堡和史迹的运动，这一运动主要集中于与法国和西班牙发生频繁冲突的莱茵兰地区。

## 三月革命前及十九世纪自由主义
在德意志1848年革命前奥地利和普鲁士成为警察国家并广泛进行审查的时期后来称作“三月前”（Vormärz），指的是1848年的3月。在这段时间内，欧洲自由主义的发展势头增长；其议程包括经济、社会和政治的议题。这一时期的大部分欧洲自由主义者希望能在民族主义原则下达成统一，推动向资本主义的转型，扩展男性选举权，等等。他们的激进程度则取决于他们对于男性选举权的立场：选举权越广泛便越激进。

### 哈姆巴赫庆典：自由民族主义和保守派回应

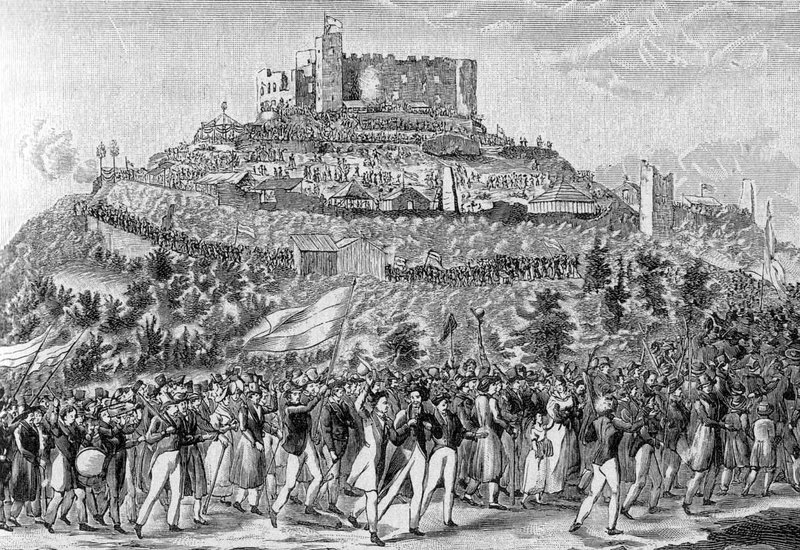
1832年，支持民族主义的与会者前往哈姆巴赫城堡废墟。大部分参与者是学生、职业人士及其配偶。他们举着学生组织的地下旗帜，而这也成为现代德国旗帜的基础

虽然保守派反应强烈，统一的思想仍然与人民主权思想在德语地区结合一起。1832年5月的哈姆巴赫庆典与会者超过30,000人。它原先称为一个乡镇集会，参会者则到此颂扬友爱、自由和国家一统。他们来到巴伐利亚普法尔茨的哈姆巴赫小镇，并向高处的哈姆巴赫城堡废墟前进，举着旗，敲着鼓，歌唱着，花了上午至中午的一大段时间到达城堡，听取从保守到集锦的民族主义者的演讲。演讲的大致内容表明1830年代的德意志民族主义和七月革命的法国民族主义存在本质差别：德意志民族主义聚焦于教育民众；当人民获得教育，知道需要什么，他们便会去实现之。哈姆巴赫的言辞着重强调德意志民族主义的温和性：重点不在于“法式”民族主义式的构建壁垒，而是在不同群体之间构建情感桥梁。

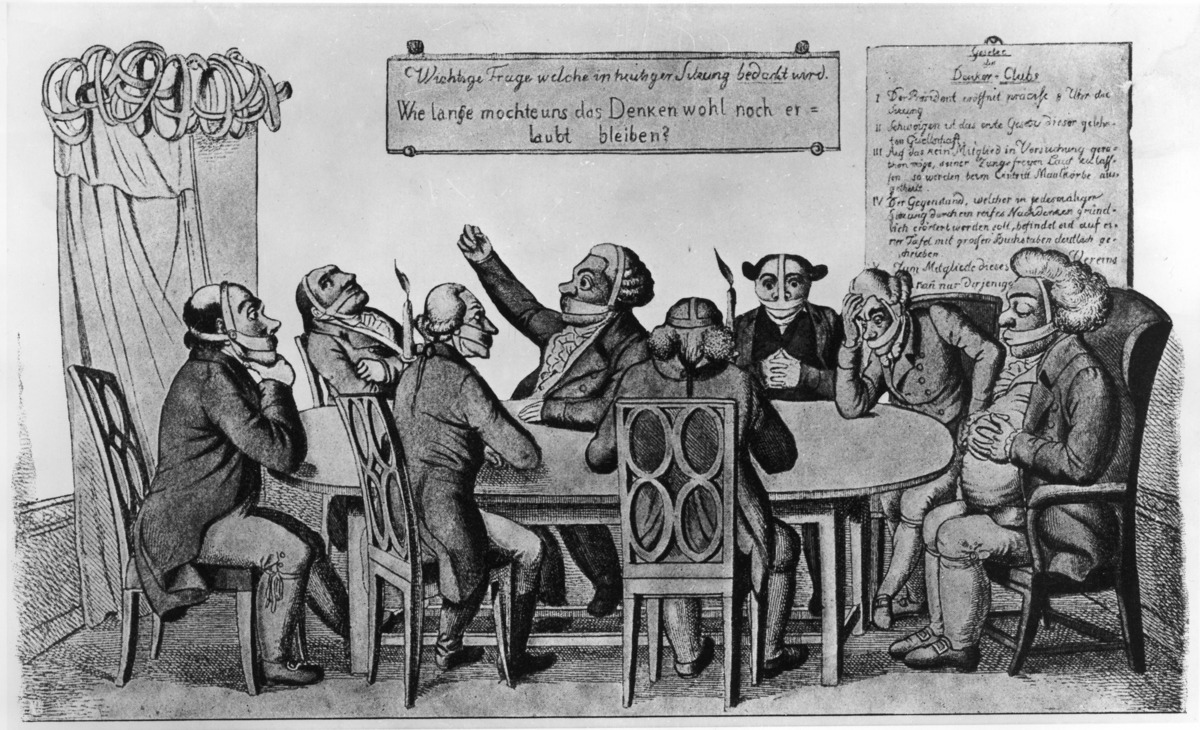
德意志漫画，讽刺抑制自由表达的卡尔斯巴德法令

和1819年科策布遇刺之后一样，梅特涅利用哈姆巴赫的群众示威来推行保守的社会政策。1832年6月28日的《六条》主要重新强调君主权威的原则。7月5日，法兰克福议会投票通过另外10条，重新强调现有的审查规则，限制政治组织以及其他公众活动。此外，邦国同意对受到动乱威胁的政府提供军事支持。卡尔·冯·威德带领一半巴伐利亚军至普法尔茨以“镇压”该省份。多名哈姆巴赫的演讲者不幸被捕、經审判後入狱；其中一人，法学生和学生组织代表卡尔·海因里希·布吕格曼（1810–1887）遣送普鲁士，判处死刑，但后来得到赦免。

### 自由主义和对经济问题的回应
还有一些因素使民族主义在德意志的崛起变得复杂化。人设因素包括德意志邦联成员之间的政治敌对，尤其是奥地利与普鲁士，以及商业和贸易利益与传统土地所有者和贵族利益之间的社会经济竞争。自然因素包括1830年代初广泛的旱灾，1840年代的旱灾以及粮食危机。工业化和制造业的变迁使问题更加复杂；人们为了寻找工作而离开农村和小城镇，在周中转移到大城市工作，而在周末的一日半返回。
平民百姓在经济、社会和文化上的错位，转型过程中的经济困难，以及气候灾难的压力都使中欧的问题变得严重。1840年代中期，马铃薯枯萎（与爱尔兰大饥荒亦相关）和连季的糟糕气候导致食物危机，而大部分政府都未能成功应对，许多人开始感到富人和有权势之人对他们的问题没有任何兴趣。拥有权力的人更关心的是日益增长的动荡、工人阶级在政治和社会上的躁动，以及知识阶层的不满。审查、罚款、关押和驱逐似乎都无法遏止之。此外，显然奥地利和普鲁士都希望成为统一之后的领导者；双方也都遏制另一方推动统一的动力。

## 最初努力
相当重要的一点是，1817年的瓦尔特堡抗议和1832年的哈姆巴赫庆典都没有对统一做出任何清晰的计划。在哈姆巴赫，许多演讲者的立场展现出他们截然不同的政纲。他们仅为统一的理念而走到一起，而对于如何统一却没有明确的计划，仅仅模糊地称“人民”若能够得到适当的教育将会自己实现统一。宏伟的演讲、旗帜、兴高采烈的学生和野餐并没有转化为全新的政治、官僚或行政机器。许多人提到对宪法的需求，但在讨论中并没有出现这样的文档。1848年，民族主义者寻求补救这一问题。

### 德意志1848年革命和法兰克福国民议会
1848–49年广泛的革命（主要为德意志）寻求德意志在单一宪法下的统一。革命者向多国政府施压（尤其是莱茵兰政府），希望能够有一个议会会议负责起草宪法。最终，许多左翼革命者希望这一宪法能够建立男性普选制、永久的全国议会，以及一个可能在普鲁士国王领导下的统一德意志。由于普鲁士是德意志诸国中实力最强且领土范围最大的，这看起来符合逻辑。总体来看，中右翼革命者希望能够在各国内扩大选举权，或许进行松散的统一。他们施加的压力最终导致一系列的选举，这些选举的投票要求各自不同，例如普鲁士三级选举制度，给予一些选举集团（主要是较为富有的拥有土地的人）更大的代表权。

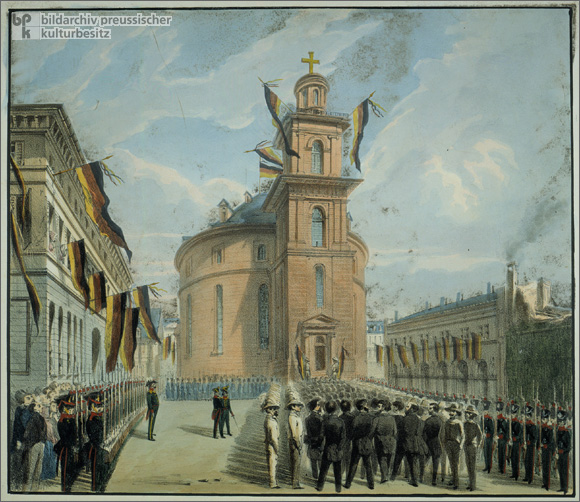
前议会代表进入法兰克福圣保罗教堂，并在此为选举全国议会立下基础

1849年3月27日，法兰克福国民议会通过《保罗教堂宪法》，并在次月授予普鲁士国王腓特烈·威廉四世“凯撒”（皇帝）头衔。腓特烈·威廉以多个理由拒绝。他公开回复自己不能在各国（王侯）没有同意的状况下接受皇冠；而在私下他则担心其他王侯的反对和奥地利或俄罗斯的军事干预。同时他还对于从一个民选议会接受皇冠的概念持有根本性的厌恶态度：他不会接受一个“黏土”皇冠。虽然自由派试图解决的投票权限制问题仍然存在，但法兰克福国民议会仍然得以起草宪法，并在“小德意志”方案上达成协议。自由派没有能够获得自己希望的统一，但他们也得以取得局部胜利——能够同德意志王侯在许多宪政问题和改革问题上进行合作。

### 1848年革命和法兰克福议会的回顾性分析
对于法兰克福议会对德意志建国的贡献，德意志历史学者们在数十年来有一定的争论。一个在第一次世界大战后出现并于第二次世界大战后起势的学派认为，德意志自由派在法兰克福议会上的失利使资产阶级被迫向保守派（尤其是保守的容克地主）妥协，最后导致20世纪德国历史中所谓“德意志特殊道路”（Sonderweg）理念的出现。这一观点还认为由于在1848年未能完成统一，在1871年建立民族国家过晚，最终延缓积极的民族价值观的发展。希特勒时常号召德国民众为自己的伟大国家而牺牲一切，但他的政权却没有带来民族主义：它仅仅是利用德国社会的内在文化价值观而已，而这些价值观在今日仍然普遍。此外，1848年的“失败”认可德意志中产阶级对贵族理念的潜在渴望，于是这一群体并没有自觉地发展出现代化的计划。
而近些年来的学术研究则否定如上的观点，认为德意志和其他国家相比并没有什么“独特道路”——这一观点在编史上称作例外主义。现代史学家认为在1848年自由派的政客们取得一定的成就，他们的许多观点和计划后来进入俾斯麦的社会计划中（例如社会保险、教育以及选举权拓展）。此外，独特道路的设想是建构于其他国家的道路（例如英国）是一条标准道路的假想之上的。这一全新的观点进一步挑战英国中心的发展模式：对于英国和其他“正常”国家（例如法国或美国）的国家发展研究说明，即使对于这些国家，现代的民族国家也不是一帆风顺地发展的。它发展得也并不算太早，大致是19世纪中期至后期的现象。自1990年代末，这一观点已獲得广为接受，虽然一些史学家仍然认为“独特道路”的分析方法对于理解国家社会主义时代有一定的价值。

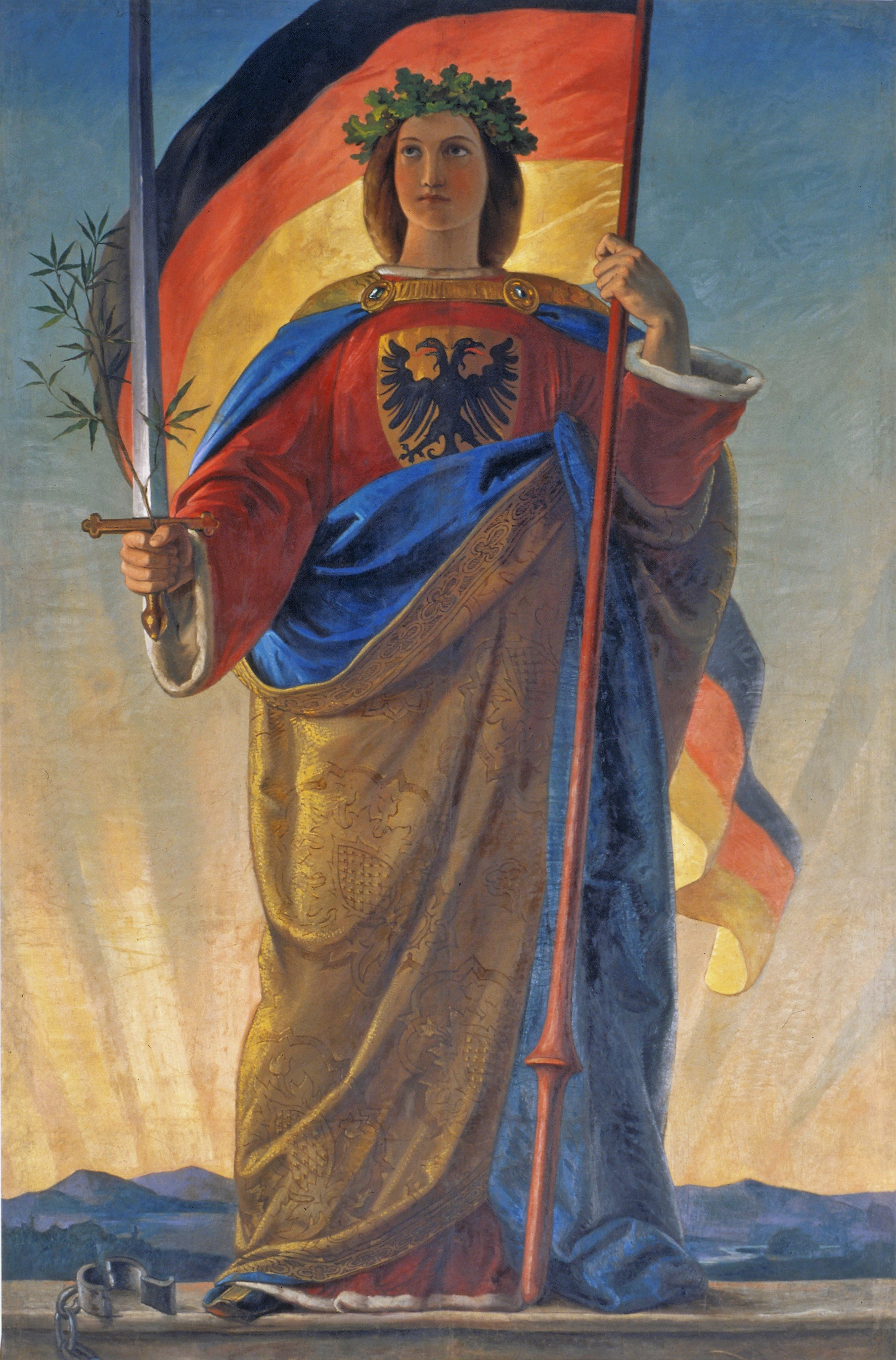
这一对“日耳曼尼亚”的描绘（同为菲利普·怀特作品）用于遮挡法兰克福圣保罗教堂的风琴。手中的剑象征着“上帝之言”，喻示着人民和胜利精神的革新

### 势力范围问题
在法兰克福议会解散之后，腓特烈·威廉四世在将军约瑟夫·冯·拉多维茲的影响之下，支持建立埃尔福特联盟——一个在诸侯同意下由德意志诸国（不包括奥地利）组成的邦联。这一由普鲁士领导的联盟将完全消除奥地利对其他德意志国家的影响。在奥地利和俄罗斯（1815年协定的担保方）的联合压力下，普鲁士在摩拉维亚小城奥尔米茨的一次会议上宣布放弃这一构想。1850年11月，普鲁士（腓特烈·威廉和拉多维茲）同意在奥地利领导下重新建立德意志邦联。这便是《奥尔米茨条约》，而在普鲁士则称为“奥尔米茨之辱”。
这一事件虽小，但埃尔福特联盟的设想和《奥尔米茨条约》却将德意志国家政治影响的问题搬上台面。这一问题变为不是“是否统一”，而是“何时统一”，而“何时”则取决于力量。法兰克福议会前成员之一约翰·古斯塔夫·德罗伊森简明扼要地概括这一问题：

我们无法回避这一事实，那便是整个德意志问题只是简单的普鲁士或奥地利的问题而已。在这两个国家，德意志的生活有其积极和消极的极端——在前者，所有的利益都是国民的和改革性的，而在后者，则是王朝的和破坏性的。德意志问题不是一个宪政问题，而是一个权力问题；普鲁士王权完全是德意志的，而奥地利的则不能是。

在这些条件下的统一带来一个基本的外交问题。德意志（或意大利）的统一将会破坏1815年维也纳会议建立的势力范围体系。这一体系的主要构建者梅特涅、卡斯尔雷和亚历山大一世（与其外务大臣卡尔·内斯尔罗德设想欧洲应当由四个“大国”来进行平衡与担保：英国、法国、俄罗斯和奥地利，每个国家占据一定的地理势力范围。法国的势力范围包括伊比利亚半岛以及意大利诸国的一部分。俄罗斯则包括中欧东部及巴尔干地区的一定影响。奥地利的势力范围则跨越前神圣罗马帝国控制的中欧领土。英国的势力范围则是世界各地，尤其是海上。
这一体系是建立在德意志和意大利诸国分裂的基础上，而非统一。由此，统一的德意志国家将带来十分显著的问题。对于德意志人究竟是谁以及德意志国家的边境将延伸至何处，并不存在现成的定义；而不论如何定义“德国”，谁将更好地领导和保卫之亦没有定论。不同的群体对此问题提供不同的方案：在“小德意志”（Kleindeutschland）方案中，德意志将在普鲁士霍亨索伦王朝领导下统一；而在“大德意志”（Grossdeutschland）方案中，德意志将在奥地利哈布斯堡王朝领导下统一。这一争论即是最新一期的德意志二元争论，自1701年普鲁士王国建国开始便成为德意志诸国政治和奥地利-普鲁士外交的主题，而在接下来的二十年时间中则将完结。

### 外部期望
其他民族主义者对德意志统一运动有很高的期望，而在1850年后对于德意志迟迟无法统一所导致的沮丧情绪似乎使民族主义运动有所失势。革命派将国家统一与进步联系在一起。就如朱塞佩·加里波第在1865年4月10日写给德意志革命家卡尔·布林德的信中所说，“人性的进步似乎停顿下来，而您以您的超人智慧应当知道为何。世界缺乏一个真正拥有领导力的国家。这般的领导力并不是用来统治其他民族的，而是领导他们在义务之路上前进，领导他们前往各民族的兄弟会，那裡一切由自我主义立起的壁垒都将受到摧毁。”加里波第希望从德意志找到“这般的领导力，跟随中世纪骑士精神的真正传统，将贡献自我以矫正错误，支持弱者，牺牲暂时所得和物质优势，去争取救济人民苦痛这一更高尚和更令人满足的成就。我们需要一个足够勇敢的国家来领导我们走向这一方向。它将把所有受苦或热望更好生活的人以及所有受到外族压迫的人团结起来。”
德意志统一还被认为是建立一个欧洲联盟的前提，朱塞佩·马志尼和其他的欧洲爱国者们在过去超过三十年的时间内一直推崇这一构想：

1834年春天在伯尔尼，马志尼和一些来自意大利、波兰和德意志的难民建立一个新的组织，具有一个宏伟的名字“青年欧洲”。它基础的以及同样宏伟的构想是，在1789年法国大革命扩大个人自由的概念之后，需要另一场革命来争取民族的自由；而他的构想则走得更远，他希望在遥远的未来，自由的国家能够联合起来组成一个松散联合的欧洲，由一个联邦议会来规制其共同利益……他的意图当然是要推翻1815年维亚纳会议的欧洲体系，这一体系重建几个大国反动的霸权，阻碍小国家的出现……马志尼希望，但未抱信心，他的独立国家联盟构想将能够在他此生中实现。事实上，青年欧洲缺乏长期的金钱和大众支持。不过他总是坚守大洲联合的构想，而独立国家的建立则是其不可缺少的前提。

### 普鲁士实力增强：现实政治

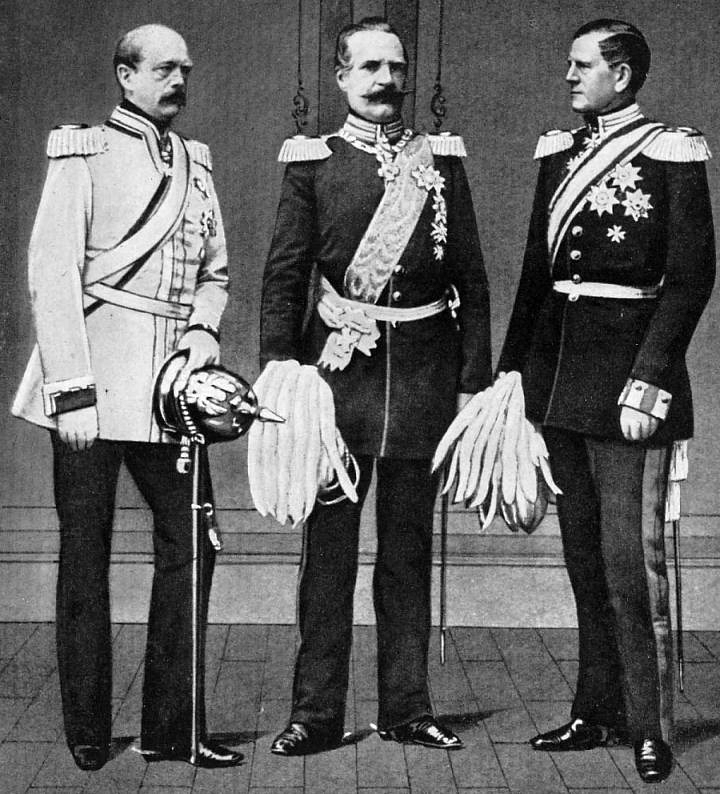
俾斯麦（左）在政治和外交上的领导力，阿尔布雷希特·冯·罗恩（中）对军队及其训练方式的改革，以及赫尔穆特·冯·毛奇（右）对作战和战略原则的重新设计，这三者的结合使普鲁士成为1860年代欧洲最强大的国家之一

1857年腓特烈·威廉四世中风，无法继续统治，他的弟弟威廉便于1858年成为普鲁士王国摄政王。同时，赫尔穆特·冯·毛奇于1857年成为普鲁士总参谋部参谋长，阿尔布雷希特·冯·罗恩则在1859年成为普魯士戰爭部長。这一普鲁士军队内部的权力变革产生重要的后果。冯·罗恩和威廉（威廉对军事结构产生积极的兴趣）开始重组普鲁士军队，而毛奇则通过简化作战指令对普鲁士的战略防卫进行重新设计。1860年，在普鲁士军队改革的问题上（尤其是关于如何资助普鲁士军队），由于议会和威廉（由其战争大臣代表）都希望控制军队的预算，宪政危机爆发。1861年，威廉加冕为威廉一世，在1862年任命奥托·冯·俾斯麦为普鲁士首相。俾斯麦选择支持战争大臣，最终解决这一危机。
1854-55年的克里米亚战争和1859年的意大利战争破坏英国、法国、奥地利和俄罗斯之间的关系。在这一混乱局面之后，冯·毛奇的作战重设、冯·罗恩的军队重组和俾斯麦的外交影响欧洲势力平衡的重新构建。通过普鲁士军事支持的外交胜利和由实用主义支持的内部保守主义，即日后所谓的“现实政治”，他们共同使普鲁士成为德意志的第一强国。
俾斯麦上任首相之后，于1862年9月30日在普鲁士下议院预算委员会发表著名的“铁血演说”，阐述现实政治的内涵：“当代的重大问题不是通过演说与多数议决所能解决的——这正是1848年和1849年所犯的错误——而是要用铁与血来解决。”俾斯麦的用词“铁与血”时常受外界误解为德国对血和权力的饥渴。首先，演说中的“当代的重大问题不是通过演说与多数议决所能解决的”时常視同对政治进程的否定——而俾斯麦本人却并不支持这一否定。其次，他对于血与铁的强调并不是简单地暗示普鲁士的军事实力，而是其他的两个方面：德意志国家生产钢铁和其他战争资源的能力，以及在需要的时候使用这些资源的意愿。

## 建立统一国家
在政治地理学上并没有德意志地区这么一说。有王国和大公国，公国和侯国，德意志人在其中居住，每个国家各由一个独立君主统治，国家机制齐全。然而却有一种潜在的民族意识，希望能够完成德意志民族的一统，由一个共同的领袖统治。——《纽约时报》文章，1866年7月1日，
对铁与血的需求很快变得明显。至1862年，当俾斯麦发表演讲时，和平泛日耳曼主义之下德意志民族国家的概念已经由1848年的自由和民主转为迎合俾斯麦的保守“现实政治”。一贯奉行实用主义的俾斯麦明白统一国家的可能性、阻碍和优势。他同时也明白将统一国家与霍亨索伦王朝联系在一起的重要性，对于一些史学家来说，这是俾斯麦对1871年德意志帝国建立的首要贡献之一。虽然德意志诸国的条约法律不允许俾斯麦单方面采取行动，但精于政治和外交的俾斯麦也明白如此行事的不现实性。为了使德意志诸国能够联合到一起，俾斯麦需要一个外部敌人首先对德意志的一个国家宣战，提供一个战争借口将全体德意志人团结起来。这一机会在1870年普法战争爆发时出现。史学家们对于俾斯麦在这场战争前的一系列事件中的地位有一定争议。传统的观点（主要由19世纪末和20世纪初亲普鲁士的史学家所持）认为俾斯麦的目的一直便是德意志统一。1945年后的史学家则更倾向于认为俾斯麦操纵事件引发战争主要是出于短期机会主义和犬儒主义的考虑，而非统一民族国家的宏大企图。无论如何，俾斯麦既非恶人亦非圣人：通过操纵1866年和1870年的事件，他展示出出色的政治和外交手腕，而正是这些手腕导致1872年威廉与他的关系破裂。

由北至南：日德兰半岛的丹麦部分赤红色；石勒苏益格红色与褐色；荷尔斯泰因橙黄色。石勒苏益格-荷尔斯泰因问题即与这些领土有关

三个阶段的事件对于德意志的行政和政治统一十分关键。首先，丹麦国王弗雷德里克七世死时无子嗣，导致1864年的第二次石勒苏益格战争。其次，意大利的统一为1866年普奥战争中的普鲁士提供重要的反奥盟友。最后，法国担心受到霍亨索伦王朝的包围而在1870年对普鲁士宣战，导致普法战争。通过俾斯麦的外交和政治领导、冯·罗恩的军事重组和冯·毛奇的军事战略，普鲁士向欧洲展示没有哪个1815年和约的签订者能够保障奥地利在中欧的势力范围，从而建立普鲁士在德意志的统治地位，终结二元德意志的争论。

### 石勒苏益格-荷尔斯泰因问题
德意志统一的第一个阶段是石勒苏益格-荷尔斯泰因问题。1863年11月15日，克里斯蒂安九世登基成为丹麦国王和石勒苏益格与荷尔斯泰因大公。1863年11月18日，他签署《丹麦十一月宪法》，宣布石勒苏益格公国为丹麦的一部分。德意志邦联认为这违反1852年的《伦敦议定书》中丹麦与石勒苏益格和荷尔斯泰因相互独立的约定。此外，石勒苏益格和荷尔斯泰因人民亦十分看重这一分治关系。德意志邦联可将两个公国的种族作为战斗口号：石勒苏益格和荷尔斯泰因的大部分人口都来自德意志，并在日常生活中使用德语（虽然石勒苏益格有一定的丹麦少数族裔）。通过外交手段推翻《十一月宪法》的努力无果，1864年2月1日，普鲁士和奥地利军队跨境进入石勒苏益格，战争开始。最初丹麦试图使用古老的土墙（Danevirke）保卫自己的国家，但这最终成为徒劳。他们无法抵御普鲁士和奥地利的联合军队，并且由于违反《伦敦议定书》而无权向北欧的盟友求助。最初在战争中使用的手动枪机步枪之一的“针枪”在这场战争及两年后的普奥战争中大大地帮助普鲁士。这种武器使普鲁士士兵能够在俯卧时发射五次，而前膛装填步枪则只能发射一次，并且必须站立着更换弹夹。第二次石勒苏益格战争以奥地利和普鲁士联军的获胜而告终，两国也在其后于1864年10月30日签署的《维也纳和约》获得石勒苏益格和荷尔斯泰因的控制权。

### 奥地利与普鲁士的战争

战争开始时的局势：
普鲁士
奥地利
奥地利盟友
普鲁士盟友
中立
共治地区（石勒苏益格-荷尔斯泰因）

俾斯麦统一德意志的第二个阶段事件发生于1866年。与新建立的意大利一起，俾斯麦创造一个外交环境使奥地利对普鲁士宣战。战争的前奏大致发生在法兰克福，两个国家都在议会上宣布自己是德意志诸国的代言人。1866年4月，佛罗伦萨的普鲁士代表同意大利签订秘密协定，保证在对奥战争中相互帮助。次日，法兰克福议会的普鲁士代表提出计划，希望订立国家宪法，建立直选议会，提供普选权。德意志自由派对于俾斯麦和普鲁士议会的关系早有所见（俾斯麦哄骗和欺凌议会代表），因此自然对此计划表示怀疑。他们认为这一计划只是增强普鲁士实力的手段，而非一个先进的改革方案。

#### 选择一方
1866年4月，意大利军队在蒂罗尔和威尼斯边境活动的消息传到维也纳，关于宪法的争论陷入擱置。奥地利政府下令在南部地区进行局部动员；意大利则以全面动员作为回应。虽然多方呼吁理智思考和行动，意大利、普鲁士和奥地利继续向着开战前进。5月1日，威廉将普鲁士军队指挥权交予冯·毛奇，而他次日也开始进行全面动员。
在议会中，一些中等规模的国家（称，包括巴伐利亚、符腾堡、巴登和黑森大公国、萨克森-魏玛、萨克森-迈宁根、萨克森-科堡和拿骚公国）支持在邦联内彻底解除动员。这些国家拒绝俾斯麦的软硬手段，不愿支持他反对哈布斯堡王朝的意图。普鲁士战争内阁也意识到在德意志诸国中他们唯一的盟友是两个靠近勃兰登堡的小国梅克伦堡-什未林和梅克伦堡-施特雷利茨，而这两个国家基本没有军事实力和政治影响。他们还意识到普鲁士只有意大利一个外国盟友。
对于普鲁士的强硬策略的反对还在其他社会和政治团体中浮现出来。在德意志诸国，市议会、支持统一的自由派议会成员和商会反对普鲁士和奥地利之间的任何战争。他们认为任何形式的冲突只事关王朝的利益，而他们自己的“公民”和“中产”利益则完全无关。普罗大众同样反对普鲁士的霸权。莱茵河流域的天主教人口（尤其在多元化的科隆地区和人口诸多的鲁尔河谷地）继续支持奥地利。至晚春，大多数重要国家都反对柏林通过武力重新规划德意志的企图。普鲁士内阁认为德国的一统事关权力，以及谁能够有使用这一权力的力量和意志。同时，法兰克福议会的自由派认为德国的一统是相互协商的过程，将会导致权力在多方之中的分配。

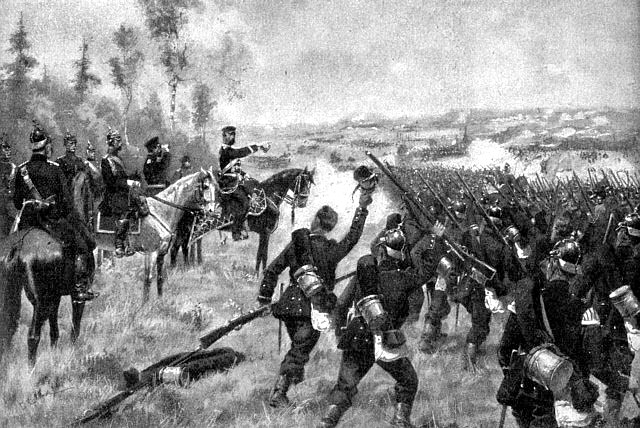
普鲁士亲王弗里德里希·卡尔在克尼格雷茨战役中下令军队进攻。他的军队较晚到达战场，并且地理位置也颇为不利，但卡尔仍然立刻命令军队投入战斗。普鲁士在这场关键战役中取胜，迫使哈布斯堡王朝结束战争，并为“小德意志”方案（即没有奥地利的德意志）打下基础

#### 孤立奥地利
虽然许多德意志国家开始站在奥地利一方，它们却采取防御性的态度，对普鲁士军队没有有效地运用自主权。奥地利军队由此要面对在科技上领先的普鲁士军队，支持它的只有萨克森。法国承诺給予援助，但来得太晚且不足。更为复杂的是，意大利在南部边境的动员使奥地利需要从普鲁士方面调动一部分兵力，在威尼托和亚得里亚海开启第二战场，参与第三次意大利独立战争。在萨多瓦村庄附近进行的克尼格雷茨战役持续一日，以普鲁士取得无可争议的决定性胜利而告终。

### 现实政治和北德意志邦联
为了防止俄罗斯加入奥地利一方，迅速议和是十分重要的。普鲁士吞并汉诺威、黑森-卡塞尔、拿骚和法兰克福市。黑森-达姆施塔特失去一部分领土，但主权得到保全。美因河南边的国家（巴登、符腾堡、巴伐利亚）各自签订和约，因應要求赔款并组成同盟，进入普鲁士的势力范围。奥地利和其大部分盟友則排除在北德意志邦联之外。
在德意志霸权的结束使奥地利将注意力转移到巴尔干。1867年，奥地利皇帝弗朗茨·约瑟夫一世接受妥协（1867年奥匈折衷方案），使其匈牙利领土与奥地利领土地位平等，建立二元君主国奥地利-匈牙利。1866年的《布拉格条约》对奥地利采取仁慈的态度，奥地利同意大利的关系进行重要的重组；虽然奥地利在战场上相较意大利更为成功，但他们还是失去重要的省份威尼托。哈布斯堡王朝将威尼托割让给法国，而法国也正式将其控制权交给意大利。法国公众对普鲁士胜利表示不满，要求“为萨多瓦复仇”（Revanche pour Sadová），展示出法国的反普鲁士情绪——这一问题在普法战争前的几个月逐渐扩大。普奥战争还破坏同法国政府的关系。1865年9月，在比亚里茨同拿破仑三世的会晤中，俾斯麦使拿破仑认为（或者拿破仑自认为）法国能够通过在战争中保持中立以换取吞并比利时和卢森堡的一些领土。这并没有发生，使拿破仑对俾斯麦产生了怨恨。
失败的现实使奥地利对于内部区划、地方自治和自由主义进行重新的考量。新的北德意志邦联有自己的宪法、旗帜和政府及行政结构。通过军事胜利，在俾斯麦影响下的普鲁士战胜奥地利对于统一德国的积极反对。虽然战争击破奥地利对于德意志国家的影响，但同时也使泛日耳曼的统一精神产生分裂：大部分德意志国家都对普鲁士的权力政治表示厌恶。

## 与法国的战争
到1870年，普奥战争带来的三大启示已经变得明显。首先，通过武力，一个强国能够挑战旧的联盟和1815年建立的势力范围体系；其次，通过外交手段，有能力的领袖能够创造一个环境使敌国首先宣战，迫使“受害者”一方的盟友进行帮助；最后，普鲁士的军事实力远超奥地利，因此它是邦联（或德意志诸国）中唯一能够保卫各国不受外部介入或入侵的国家。1866年，大多数中等规模的德意志国家都反对普鲁士，而到1870年这些国家都被迫使或诱使同普鲁士进入相互保护的同盟。如果一个欧洲国家对其中一国宣战，所有国家都会支援受到攻击的一国。通过对欧洲政治的巧妙操控，俾斯麦创造一个外交环境，使法国成为德意志事务中的进攻一方，而普鲁士则成为德意志权利和自由的保卫者。

### 势力范围体系在西班牙的崩溃
在1815年的维也纳会议上，梅特涅和他的保守派盟友们在费尔南多七世名下重建西班牙的君主制。在此后的四十年中，列强支持西班牙王权，但1868年的事件将会进一步挑战旧的体系。在西班牙发生的革命推翻伊莎贝拉二世，而当伊莎贝拉在巴黎享受奢华的流亡生活时，西班牙的王位仍然空缺。为了寻找合适的天主教继承者，西班牙向三个欧洲王侯提出邀请，但作为区域权力协调者的拿破仑三世拒绝这三个人选。最后在1870年，摄政提议将王位交给霍亨索伦天主教分支的王侯，霍亨索伦-西格马林根王朝的利奥波德。史学家们將此后的骚动局面称作“霍亨索伦候选”。
在此后的几周内，西班牙的提议成为欧洲的重要话题。俾斯麦鼓励利奥波德接受这一提议。倘若霍亨索伦-西格马林根王朝能够在西班牙登上王位，这便意味着在法国的两侧都是霍亨索伦王朝的德意志国王。这对于俾斯麦来说是有利的，但对拿破仑三世和他的外交大臣格拉蒙公爵来说都是不可接受的。格拉蒙起草一封言辞尖锐的最后通牒给霍亨索伦王朝的家长威廉，称倘若任何霍亨索伦王朝的王侯接受西班牙王位，法国政府将会做出回应——虽然回应本身模棱两可。利奥波德宣布退出，解除这一危机，但法国驻柏林的大使并不愿作罢。他直接找到在巴特埃姆斯休假的威廉，要求他保证绝不会再让霍亨索伦王朝成员成为西班牙王位的候选人。威廉拒绝给予如此肯定的答复，此后向俾斯麦发出电报，描述法方的要求。俾斯麦利用这份电报——《埃姆斯密电》——为模板，起草一份公开的声明。他将言词修改得简略而尖锐，而在法国方面的翻译之后产生更大的变更，最后激起法方的愤怒。法国公众仍然对萨多瓦的失利耿耿于怀，要求开战。

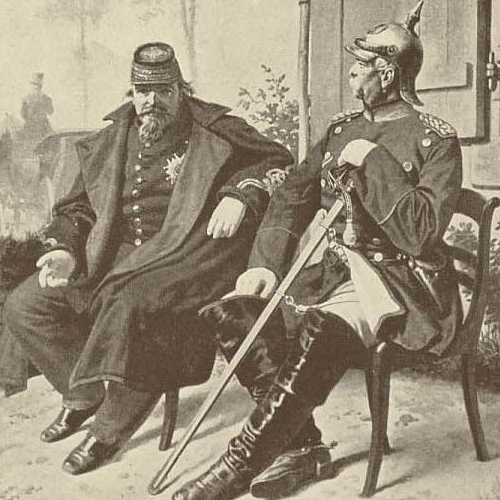
1870年9月2日于色当，法国皇帝拿破仑三世（左）坐在普鲁士首相俾斯麦身边，后者手持拿破仑的投降佩剑。法军的失利使拿破仑的政权发生动摇；巴黎的革命建立法兰西第三共和国，战争继续

### 军事行动
在普奥战争之前和之后，拿破仑三世都尝试从双方获得土地的补偿，但作为和谈调解人的他最终一无所获。他希望奥地利能够加入一场复仇战争，并且希望其盟友（尤其是南德意志的国家诸如巴登、符腾堡和巴伐利亚）也能够加入。随着1866年的协定使所有德意志国家在军事上结合到一起（虽未必情愿），这一希望最终也落空。于是，法国没能在德意志诸国的支持下打一场复仇战争，而是只能单独与所有德意志国家开战。冯·罗恩对军队的改革和冯·毛奇对战略的改革相结合，在同法国的战争中起到极好的效果。普鲁士动员的速度超出法国的预期，并且其军队能够在特定的地点集中力量（与七十年前拿破仑一世的战略相似），完全压倒法国的动员。普鲁士军队有效利用其铁路网络，在到达战区时已经休息充分并做好作战准备，而法国军队则需要行军一定距离才能到达战区。经过几场战役后（尤其是在斯皮什倫、沃尔特、馬斯拉圖爾和格拉沃洛特），普鲁士击败法军主力，并向重要城市梅斯和法国首都巴黎推进。1870年9月1日，他们在色当俘获拿破仑三世和他麾下的整支军队。

### 德意志帝国宣告成立
皇帝的被俘和法军的丧失（全军前往萨尔的一个临时战俘营）带来的耻辱使法国政府陷入混乱；拿破仑的反对者推翻他的政府，宣布第三共和国成立。德意志最高指挥部希望法国主动议和，但新共和国拒绝屈服。普鲁士军队便合围巴黎，并将之围城至一月中旬，此间持续轰炸但无果。1871年1月18日，德意志诸侯和军事指挥官在凡尔赛宫的镜厅拥威廉为“德意志皇帝”。在此后的《法兰克福条约》中，法国失去其大部分的传统德意志领土（阿尔萨斯和洛林的德语区）；根据拿破仑在1807年对于普鲁士的要求进行准确计算，以人口为基础进行赔款；并接受德国对巴黎和法国北部大部分地区的管制，“每一期赔款偿清时，德国军队相应分阶段撤出。”

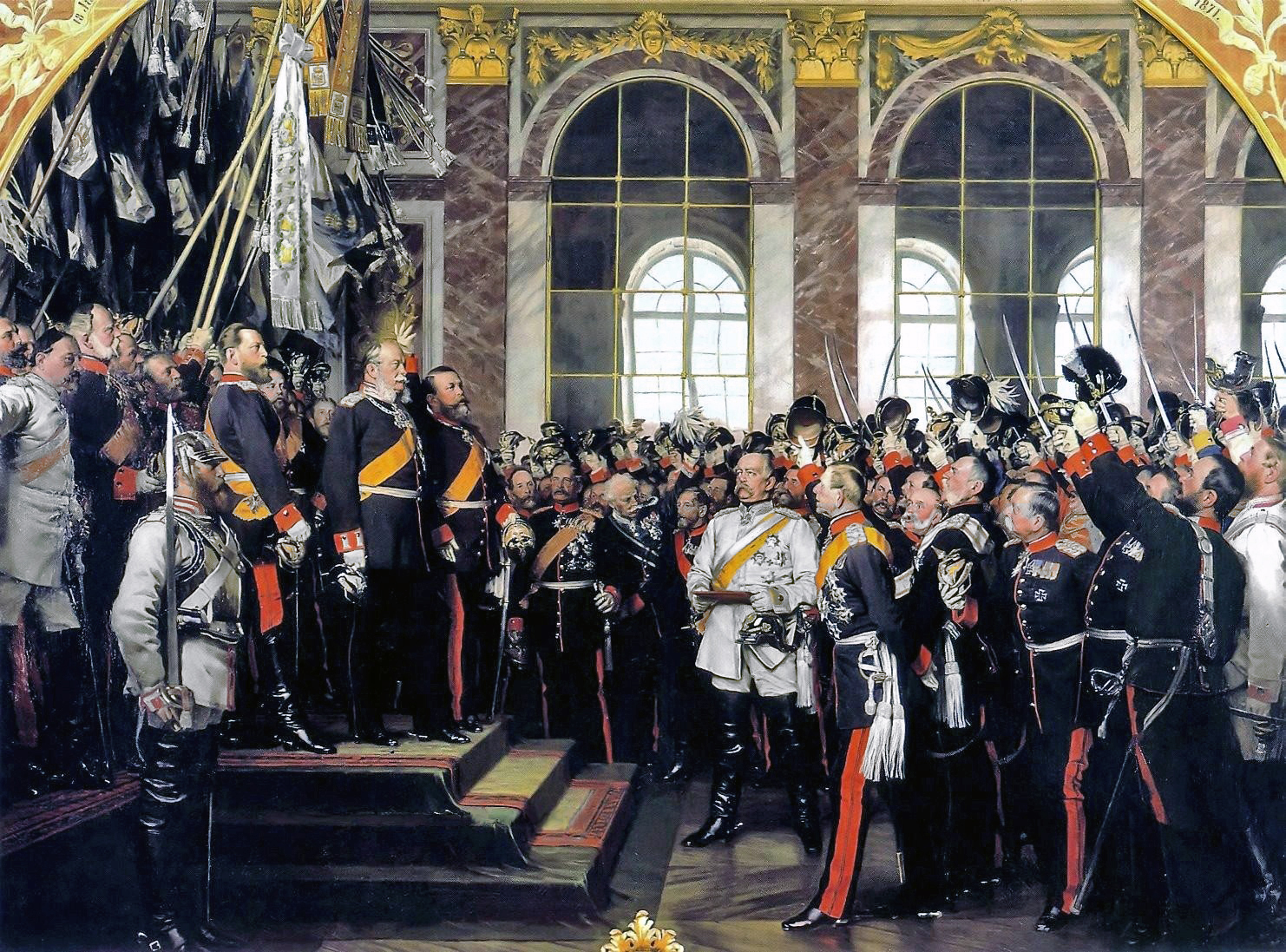
1871年1月18日：德意志帝国在凡尔赛宫镜厅宣告成立。俾斯麦為衣着白色者。巴登大公立于威廉身后，领衔欢呼。时为储君的德意志皇帝兼普鲁士国王腓特烈三世立于其父加冕德意志皇帝的普鲁士国王威廉一世右侧。安东·冯·维尔纳作

### 过程中的地位
普法战争的胜利成为民族主义的最高峰。在1860年代前半段，奥地利和普鲁士都试图为德意志诸国代言；两国都认为自己能够在海外支持，在国内保护德意志的利益。在解决石勒苏益格-荷尔斯泰因问题上，两国都证明自己足够勤勉。1866年在击败奥地利之后，普鲁士开始在内部树立权威，为德意志诸国代言，保卫德意志利益，而奥地利则将其注意力愈发转移至巴尔干领土。1871年战胜法国使普鲁士在德意志的霸权上升到国际级别。在擁戴威廉成为皇帝之后，普鲁士成为新帝国的领导者。在《凡尔赛条约》（1871年2月26日签署；1871年5月10日于《法兰克福条约》中批准）中，德意志南方诸国正式并入统一的德国，战争也正式结束。虽然俾斯麦在将德意志从一个松散邦联转为一个联邦民族国家的过程中居领导地位，他却并不能揽下全部功劳。神圣罗马帝国的法律合作传统以及关税同盟的经济协作是统一的重要基础。三月前时期的挣扎、1848年自由派的影响、冯·罗恩的军事重组和冯·毛奇的战略才华也在统一的过程中起到重要的作用。

## 政治和行政
新的德意志帝国包括25个国家，其中三个是汉萨城市。它实现“小德意志方案”（Kleindeutsche Lösung，不包括奥地利），而非“大德意志方案”（Großdeutsche Lösung，将包括奥地利）。虽然军事胜利能够提升士气，但将多个国家统一为一需要的还远不够。它还需要对政治、社会和文化的行为进行重新思考，并且对“我们”和“他们”进行新的定义。谁将是这个新国家的新成员？他们代表着什么？他们应当以何种方式组织？

### 构成帝国的邦国
德意志帝国虽然时常有君主联盟支撐，但它严格来说是一个国家的联盟。

德意志帝国（桃色）的成员，普鲁士王国为蓝色

| 邦国           | 邦国                      | 首都         |
| -------------- | ------------------------- | ------------ |
| 王国（）       |                           |              |
|                | 普鲁士（）                | 柏林         |
|                | 巴伐利亚（）              | 慕尼黑       |
|                | 萨克森（）                | 德累斯顿     |
|                | 符腾堡（）                | 斯图加特     |
| 大公国（）     |                           |              |
|                | 巴登（）                  | 卡尔斯鲁厄   |
|                | 黑森（）                  | 达姆施塔特   |
|                | 梅克伦堡-什未林（）       | 什未林       |
|                | 梅克伦堡-施特雷利茨（）   | 新施特雷利茨 |
|                | 奥尔登堡（）              | 奥尔登堡     |
|                | 萨克森-魏玛-爱森纳赫（）  | 魏玛         |
| 公国（）       |                           |              |
|                | 安哈尔特（）              | 德绍         |
|                | 布伦瑞克（）              | 布伦瑞克     |
|                | 萨克森-阿尔滕堡（）       | 阿尔滕堡     |
|                | 萨克森-科堡-哥达（）      | 科堡         |
|                | 萨克森-迈宁根（）         | 迈宁根       |
| 亲王国（）     |                           |              |
|                | 利珀（）                  | 代特莫尔德   |
|                | 罗伊斯-格拉（幼系）（）   | 格拉         |
|                | 罗伊斯-格赖茨（长系）（） | 格赖茨       |
|                | 绍姆堡-利珀（）           | 比克堡       |
|                | 施瓦茨堡-魯多爾施塔特（） | 鲁多尔施塔特 |
|                | 施瓦茨堡-桑德豪森（）     | 桑德豪森     |
|                | 瓦尔德克-皮尔蒙特（）     | 阿罗尔森     |
| 汉萨自由市（） |                           |              |
|                | 不来梅（）                |              |
|                | 汉堡（）                  |              |
|                | 吕贝克（）                |              |
| 帝国直辖领（） |                           |              |
|                | 阿尔萨斯-洛林根（）       | 施特拉斯堡   |

### 帝国的政治结构
1866年的《北德意志邦聯憲法》在一定语义的修改之后便成为1871年的《德意志帝国宪法》。通过这一部宪法，新的德国获得一些民主制的特点：最显著的是帝国议会，和普鲁士议会不同，通过直接和平等的普通选举（25岁以上的全体男性）给予公民代表权。此外，选举基本上不受操纵，这为国家的议会带来一定的自豪感。然而，立法需要经过联邦议会的批准，该议会由各国代表组成，普鲁士对其拥有极大的影响力。由此普鲁士对于两个议会都施加其影响，將行政权力赋予普鲁士国王（皇帝），而后者可以任命宰相。宰相只对皇帝负责，并听命于皇帝。官方上，宰相作为一人内阁，对国家的所有事务负责；而在现实操作中，国务官员（掌管财政、战争、外交等事务的官僚）则行使非正式的权力。除1872-1873年及1892-1894年之外，帝国宰相总是普鲁士的閣揆。帝国议会有权通过、修改和驳回法案，但却不能起草法案（起草法案的权力属于宰相）。其他国家则保留了自己的政府，但小国的军队则归普鲁士控制。大国的军队（例如巴伐利亚和萨克森）保留了一定的自主权，但在经过大规模改革后要与普鲁士的军事原则相协调，并在战时归于联邦控制。

### 历史争论和帝国的社会剖析

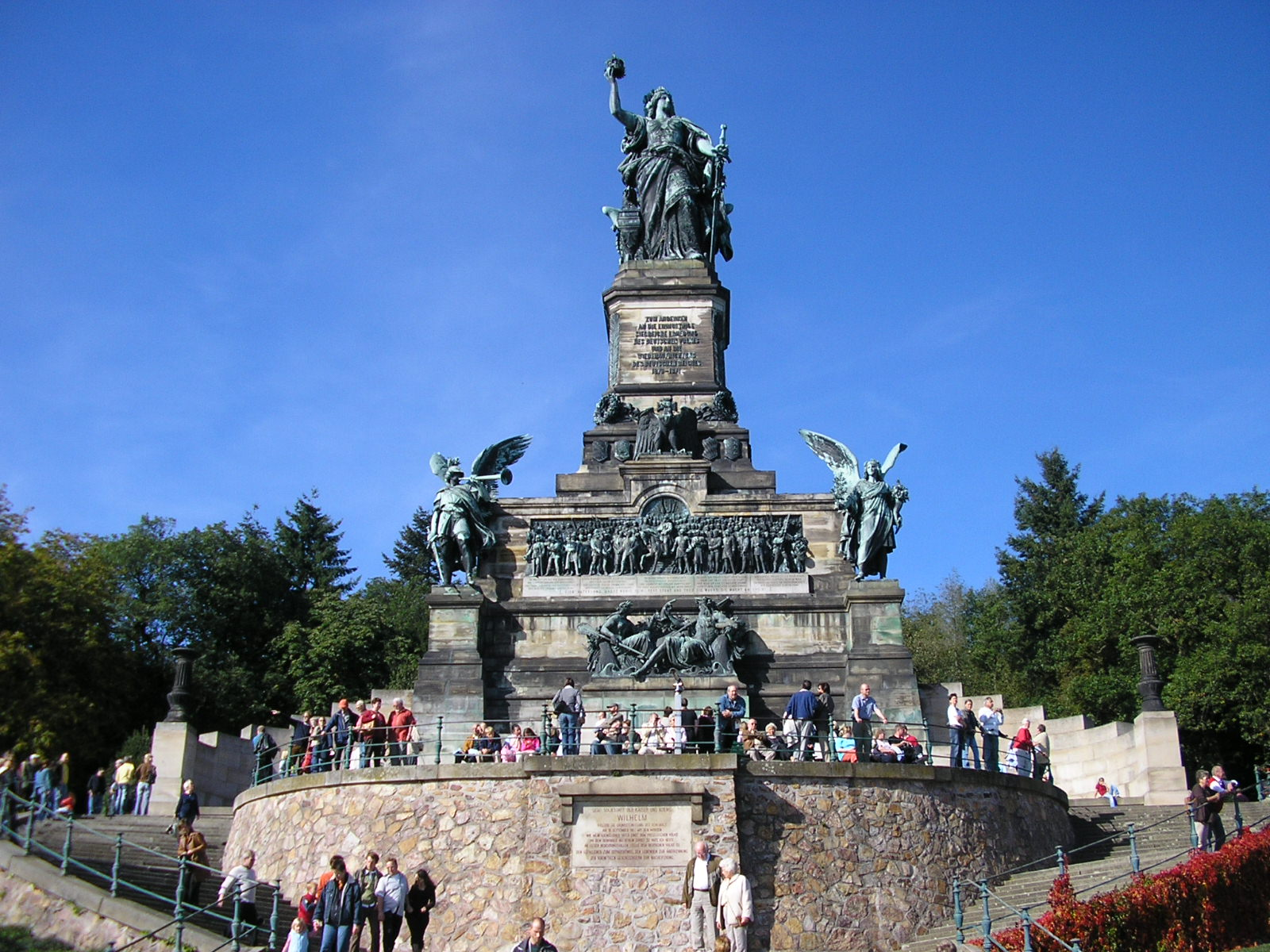
“日耳曼尼亚”，又称下瓦尔德纪念碑，于1877–83年在吕德斯海姆建造

“独特道路”的假说将德国在20世纪遇到的困难局面归因于新帝国薄弱的政治、法制和经济基础。普鲁士精英地主阶级容克在统一国家中保有显著的政治权力。“独特道路”假说认为他们之所以能够获得这种权力，是由于中产阶级、农民和城市工人在1848年和1871年都未能取得革命性的突破。现代对于大资产阶级在建国过程中地位的研究，很大程度上否定容克作为一个社会群体对于政治和经济的统治这一说。这一观点体现了汉萨城市商人阶级和工业领袖（在莱茵兰尤其重要）在帝国发展过程中的重要地位。
对于威廉时期德国不同群体的其他研究也提出新的观点。虽然容克阶级的确控制军官群体，但他们对于社会、政治和经济事宜的控制程度却并不像“独特道路”理论者们所设想的那般。东部地区的容克权力受到西部地区大资产阶级的制衡，这其中包括银行家、商人、工业家和企业家，以及日益成长的官僚、教师、教授、医生、律师和科学家等阶级。由此，“独特道路”理论虽然仍然能够解释德国在纳粹主义之下的经历，却无法主导19世纪的中欧研究。学者们开始研究保守的社会政策（例如俾斯麦的政策）如何吸收或利用1840年代的自由主义革命和1860年代及其后的社会主义元素：帝国的政策反映一种对社会、政治和经济问题的谨慎而实际的态度。值得注意的是，俾斯麦的保守观念与埃德蒙·伯克的古典保守主义相应和：社会的一些特定成员生来更适合领导，并且这些人通常来自地主和金融阶层。

## 政治机制之外：建立国家

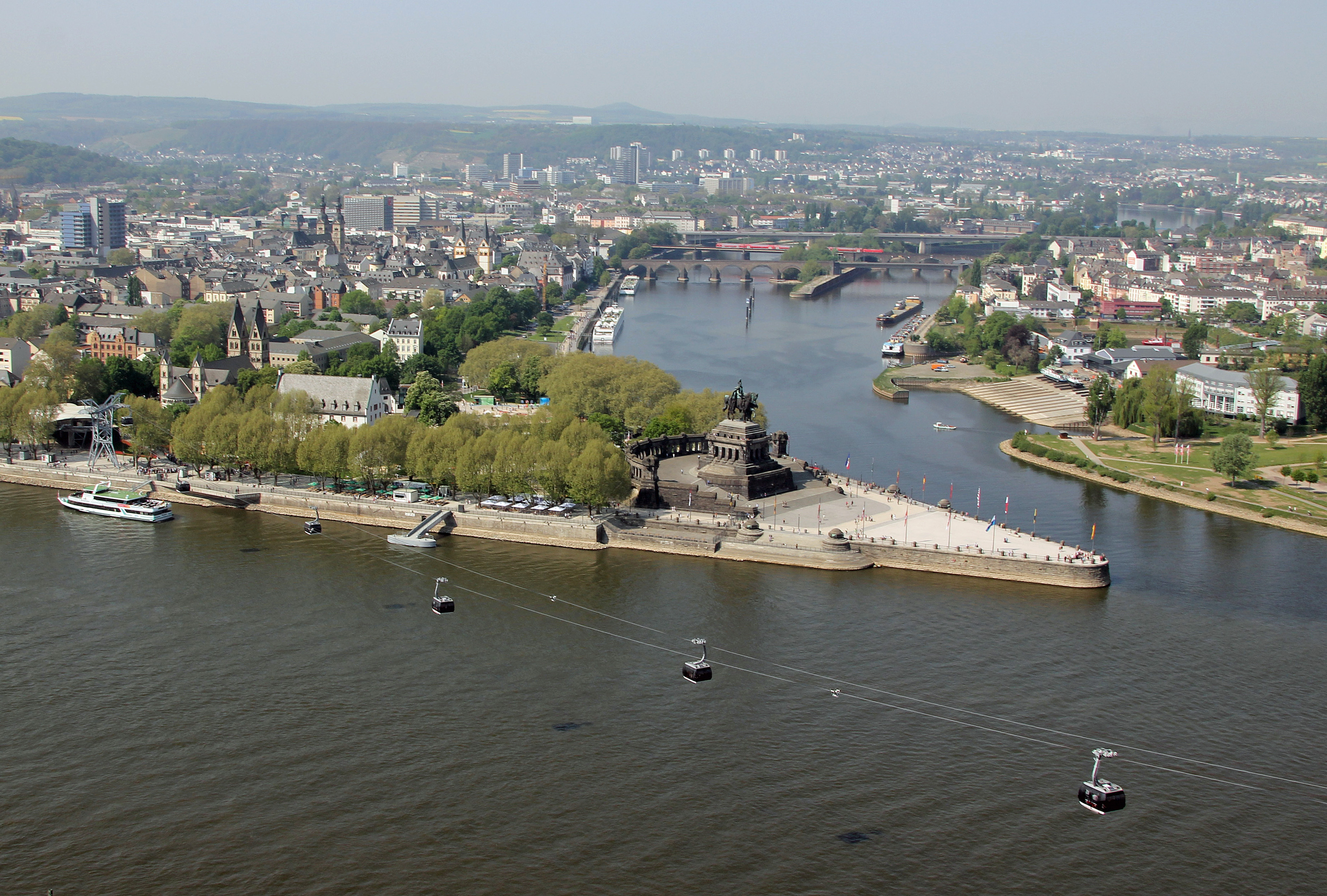
科布伦茨的威廉雕塑，位于摩泽尔河（上）和莱茵河（下）交汇处，此地称作德意志之角（Deutsches Eck）

如果说瓦尔特堡和哈姆巴赫的集会缺乏宪法和行政纲要，这一问题已经在1867年至1871年之间得到解决。然而德国人发现，宏大的演说、旗帜和热情的民众；宪法、政治重组和帝国上层建筑；以及1867-68年修订的关税同盟，仍然无法完全实现一个“国家”。
民族国家的一个重要元素是创造民族文化，这时常（虽然并非必须）要通过刻意的国家政策来促成。在新的德意志国家中，一场“文化斗争”（1872–78年）在政治、经济和行政的统一之后试图修正德国社会中存在的一些问题，但缺乏成功。它涉及语言、教育和宗教上的斗争。对帝国非德意志人口（包括波兰和丹麦少数族裔）的德意志化政策由语言开始，尤其是德语，强制教育，以及创造标准化大纲，宣扬和颂扬共同的过去。最后，它还涉及新帝国人口的宗教信仰。

### 文化斗争
对于一些德意志人来说，“国家”的概念并不包括多元化，而天主教信徒则尤其受到了注意；一些德意志人，尤其是俾斯麦，担心天主教徒与教宗的联系会使他们对国家不够忠诚。作为首相的俾斯麦试图通过学校、教育和语言政策来限制罗马天主教及其政党组织天主教中央党的影响力，但成效甚微。天主教中央党在巴伐利亚、南巴登等传统天主教要地，以及离开农村投入重工业的离散工人聚集的城市区域稳固扎根，并且试图保护天主教徒乃至其他少数族裔（诸如波兰人和阿尔萨斯的法国人）的权益。1873年的五月法令将任命和教育教士的权力揽到国家之下，导致神学院大量关张和教士数量的紧缺。1875年的《会众法》取缔了修会，停止了国家对天主教的补助，并将宗教保障的条款从普鲁士宪法中剔除。

### 整合犹太社群

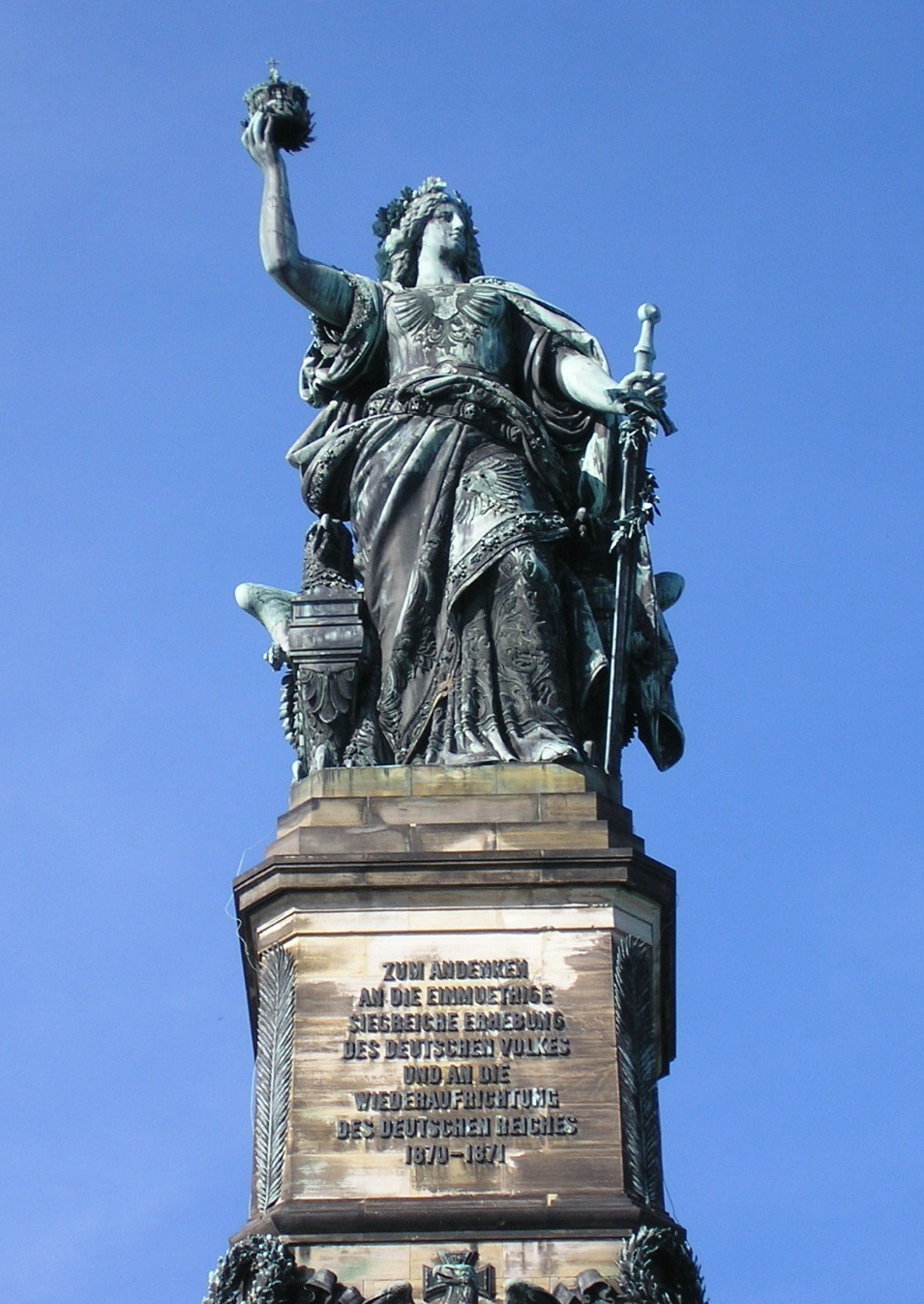
下瓦尔德纪念碑特写（全景见上）；“日耳曼尼亚”位于吕德斯海姆镇40 m高处。她右手持皇冠，左手持剑。该雕塑建于1877-1883年

德意志化的犹太人是新的德意志民族国家中另一弱势群体。自1870年来，在受到神圣罗马皇帝约瑟夫二世解放之后，居于前哈布斯堡王朝领地的犹太人获得在其他德语区无法获得的经济和法律待遇：例如他们能够拥有土地，并且无需居住于犹太人区。他们还能够进入大学和从事职业。在法国大革命战争和拿破仑时期，许多犹太人和基督徒之间的壁垒遭到推翻。拿破仑下令在法国统治的领土上解放犹太人。富裕的犹太人和法国犹太人一样，资助沙龙；许多犹太沙龙资助者在法兰克福和柏林进行重要的集会，德意志知识分子在其中发展自己的共和主义思想。在此后的数十年内，自法国战败开始，对于犹太人和基督徒混合的反对限制这些沙龙在知识上的作用。在沙龙之外，犹太人延续德意志化，他们有意地开始使用德意志模式的着装和言辞，努力融入19世纪的德意志公共领域。在德意志犹太人中的宗教改革运动反映这一状况。
到统一时，犹太人在德意志的职业、知识和社会生活领域已经起到相当重要的作用。1880年代和1890年代俄国对犹太人的驱逐使德意志公共领域对犹太人的整合状况变得复杂。成千上万的俄国犹太人来到北部城市；他们教育水平和资产状况都较差，其贫困状况使很多德意志化犹太人感到沮丧。许多与贫困相关的问题（例如疾病、住房拥挤、失业、旷课和拒绝学习德语等）体现他们与日耳曼基督徒乃至本地犹太人的差别。

### 书写国家故事
在建立国家问题上另一大重要元素是书写伟大过去的故事，这一责任落到德意志民族主义史学家的头上，诸如自由主义宪政家弗里德里希·达尔曼（1785-1860），其保守派学生海因里希·馮·特賴茨克（1834-1896），以及其他相对不那么保守的诸如特奥多尔·蒙森（1817-1903）和海因里希·冯·西贝尔（1817-1895）。达尔曼本人在统一前已过世，但他通过为英国和法国革命编史，将这些革命称作对建立国家具有基础性作用，为后来的民族主义编史打下基础；此外达尔曼还认为普鲁士是统一的合逻辑选择。
海因里希·冯·特赖奇克的《十九世纪德意志历史》于1879年出版，其书名有一定歧义：它将普鲁士的历史置于其他德意志国家的历史之上，并以普鲁士注定将领导统一全德意志的口吻讲述德语人群的故事。“普鲁士神话”将普鲁士称作德意志的救世主；它称所有德意志人统一是历史的必然，而完成这一统一是普鲁士的使命。据此，普鲁士在将德意志诸国统一为民族国家的过程中扮演决定性的角色；只有普鲁士能够保护德意志的自由免於法国或俄国侵犯。它引申至普鲁士于1815年在滑铁卢从拿破仑手中拯救德意志这一事例，创造经济统一的表象，并在1871年后将德意志统一于一面旗帜之下。书写国家历史是民族主义史学家的职责；这意味着回顾国家的历史，需要塑造的也是一个民族主义的历史。书写这一历史的过程便是一个记忆与遗忘的过程：选择一些元素来记忆，即是强调，并且无视或是遗忘其他的一些元素和事件。
蒙森对于《日耳曼历史文献》的贡献为对德意志国家进一步的学术研究打下基础，将“德意志”的概念拓展到普鲁士之外。蒙森是一位自由派的教授、史学家和神学家，并被认为是19世纪末学术界的巨人，他于1863-1866年和1873-1879年在普鲁士众议院担任议员；并于1881-1884年先后为德意志进步党和民族自由黨担任帝国议会议员。他反对俾斯麦“文化斗争”中的反犹太主义计划，以及特赖奇克在其《犹太问题研究》（宣扬对犹太人的同化和德意志化）中时常使用的刻薄言辞。

### 引用
1. ↑  Oliver F. R. Haardt, The Federal Evolution of Imperial Germany (1871–1918). （页面存档备份，存于）
2. ↑  例见：James Allen Vann, The Swabian Kreis: Institutional Growth in the Holy Roman Empire 1648–1715. Vol. LII, Studies Presented to International Commission for the History of Representative and Parliamentary Institutions. Bruxelles, 1975. Mack Walker. German home towns: community, state, and general estate, 1648–1871. Ithaca, 1998.
3. ↑  Robert A. Kann. History of the Habsburg Empire: 1526–1918,Los Angeles, 1974, p. 221. 在其退位书中，弗朗茨宣布终结其过去领地对他的一切义务和职责，并宣布自己为奥地利国王（头衔于1804年创立）。 Golo Mann, Deutsche Geschichte des 19. und 20. Jahrhunderts, Frankfurt am Main, 2002, p. 70.
4. ↑  费希特, 约翰·戈特利布. . www.historyman.co.uk. 1808  [2009-06-06]. （原始内容存档于2013-10-20）.
5. ↑  James Sheehan, German History, 1780–1866, Oxford, 1989, pp. 434.
6. ↑  Jakob Walter, and Marc Raeff. The diary of a Napoleonic foot soldier. Princeton, N.J., 1996.
7. ↑  Sheehan, pp. 384–387.
8. ↑  普鲁士陆军在七年战争中打出名声，但在耶拿和奥埃尔斯特的耻辱性失败摧毁普鲁士在军事上的自尊。在流放俄罗斯期间，包括卡尔·冯·克劳塞维茨的许多军官都开始思考军事重组和新的训练方式。Sheehan, p. 323.
9. ↑  Sheehan, pp. 322–23.
10. ↑  David Blackbourn, and Geoff Eley. The peculiarities of German history: bourgeois society and politics in nineteenth-century Germany. Oxford & New York, 1984, part 1; Thomas Nipperdey, German History From Napoleon to Bismarck, 1800–1871, New York, Oxford, 1983. Chapter 1.
11. ↑  Sheehan, pp. 398–410; Hamish Scott, The Birth of a Great Power System, 1740–1815, US, 2006, pp. 329–361.
12. ↑  Sheehan, pp. 398–410.
13. ↑  Jean Berenger. A History of the Habsburg Empire 1700–1918. C. Simpson, Trans. New York: Longman, 1997, ISBN 978-0-582-09007-1. pp. 96–97.
14. ↑  Lloyd Lee, Politics of Harmony: Civil Service, Liberalism, and Social Reform in Baden, 1800–1850, Cranbury, New Jersey, 1980.
15. ↑  Adam Zamoyski, Rites of Peace: The Fall of Napoleon and the Congress of Vienna, New York, 2007, pp. 98–115, 239–40.
16. ↑  L.B. Namier, (1952) Avenues of History. London, ONT, 1952, p. 34.
17. ↑  Nipperdey, pp. 1–3.
18. ↑  Sheehan, pp. 407–408, 444.
19. ↑  Sheehan, pp. 442–445.
20. ↑  Sheehan, pp. 465–67; Blackbourn, Long Century, pp. 106–107.
21. ↑  Sheehan, pp. 460–470. German Historical Institute （页面存档备份，存于）
22. ↑  Sheehan, p. 465.
23. ↑  Sheehan, p. 466.
24. ↑  Sheehan, pp. 467–468.
25. ↑  Sheehan, p. 502.
26. ↑  Sheehan, p. 469.
27. ↑  Sheehan, p. 458.
28. ↑  Sheehan, pp. 466–467.
29. ↑  他们追溯德意志语言的根源，并且研究其共同发展的路线。 The Brothers Grimm online. Joint Publications （页面存档备份，存于）.
30. ↑  （德文） Hans Lulfing, Baedecker, Karl （页面存档备份，存于）, Neue Deutsche Biographie (NDB). Band 1, Duncker & Humblot, Berlin 1953, p. 516 f.
31. ↑  （德文） Peter Rühmkorf, Heinz Ludwig Arnold, Das Lied der Deutschen Göttingen: Wallstein, 2001, ISBN 978-3-89244-463-3, pp. 11–14.
32. ↑  Raymond Dominick III, The Environmental Movement in Germany, Bloomington, University of Indiana, 1992, pp. 3–41.
33. ↑  Jonathan Sperber, Rhineland radicals: the democratic movement and the revolution of 1848–1849. Princeton, N.J., 1993.
34. 1 2  Sheehan, pp. 610–613.
35. ↑  Sheehan, p. 610.
36. ↑  Sheehan, p. 612.
37. ↑  Sheehan, p. 613.
38. ↑  David Blackbourn, Marpingen: apparitions of the Virgin Mary in nineteenth-century Germany. New York, 1994.
39. ↑  Sperber, Rhineland radicals. p. 3.
40. ↑  Blackbourn, Long Century, p. 127.
41. ↑  Sheehan, pp. 610–615.
42. ↑  Blackbourn, Long Century, pp. 138–164.
43. ↑  （德文） Badische Heimat/Landeskunde online 2006 Veit's Pauls Church Germania （页面存档备份，存于）. Retrieved 5 June 2009.
44. ↑  Jonathan Sperber, Revolutionary Europe, 1780–1850, New York, 2000.
45. ↑  Blackbourn, Long Century, pp. 176–179.
46. ↑  例见：Ralf Dahrendorf, German History, (1968), pp. 25–32; （德文） Hans Ulrich Wehler, Das Deutsche Kaiserreich, 1871–1918, Göttingen, 1973, pp. 10–14; Leonard Krieger, The German Idea of Freedom, Chicago, 1957; Raymond Grew, Crises of Political Development in Europe and the United States, Princeton, 1978, pp. 312–345; Jürgen Kocka and Allan Mitchell. Bourgeois society in nineteenth-century Europe. Oxford, 1993; Jürgen Kocka, "German History before Hitler: The Debate about the German Sonderweg." Journal of Contemporary History, Vol. 23, No. 1 (January, 1988), pp. 3–16; Volker Berghahn, Modern Germany. Society, Economy and Politics in the Twentieth Century. Cambridge, 1982.
47. ↑  World Encyclopedia V.3 pg.542
48. ↑  For a summary of this argument, see David Blackbourn, and Geoff Eley. The peculiarities of German history: bourgeois society and politics in nineteenth-century Germany. Oxford & New York, 1984, part 1.
49. ↑  Blackbourn and Eley. Peculiarities, Part I.
50. ↑  Blackbourn and Eley, Peculiarities, Chapter 2.
51. ↑  Blackbourn and Eley, Peculiarities, pp. 286–293.
52. ↑  Jürgen Kocka, "Comparison and Beyond.'" History and Theory, Vol. 42, No. 1 (February, 2003), p. 39–44, and Jürgen Kocka, "Asymmetrical Historical Comparison: The Case of the German Sonderweg", History and Theory, Vol. 38, No. 1 (February, 1999), pp. 40–50.
53. ↑  对此视角的代表性分析见：Richard J. Evans, Rethinking German history: nineteenth-century Germany and the origins of the Third Reich. London, 1987.
54. ↑  A. J. P. Taylor, The Struggle for Mastery in Europe 1914–1918, Oxford, 1954, p. 37.
55. ↑  J.G.Droysen, Modern History Sourcebook: Documents of German Unification （页面存档备份，存于）, 1848–1871. Retrieved 9 April 2009.
56. ↑  Zamoyski, pp. 100–115.
57. ↑  Blackbourn, The long nineteenth century, pp. 160–175.
58. ↑  书信的剩余部分号召德意志人民统一起来："This role of world leadership, left vacant as things are today, might well be occupied by the German nation. You Germans, with your grave and philosophic character, might well be the ones who could win the confidence of others and guarantee the future stability of the international community. Let us hope, then, that you can use your energy to overcome your moth-eaten thirty tyrants of the various German states. Let us hope that in the center of Europe you can then make a unified nation out of your fifty millions. All the rest of us would eagerly and joyfully follow you." Denis Mack Smith (editor). Garibaldi (Great Lives Observed), Prentice Hall, Englewood Cliffs, N.J., 1969, p. 76.
59. ↑  Mack Smith, Denis. . Yale University Press. 1994: 11–12.
60. ↑  Holt, p. 27.
61. ↑  Holt, pp. 13–14.
62. ↑  Blackbourn, Long Century, pp. 175–179.
63. ↑  Hollyday, 1970, pp. 16–18.
64. ↑  Blackbourn, Peculiarities, Part I.
65. ↑  俾斯麦在法兰克福对德意志的政治和政治家有了最初的经验：作为一位典型的政客，俾斯麦通过吸收不同政见建立自己的权力基础。他首先是一个政客，这是他力量的来源。此外，他不信任毛奇也不信任罗恩，因此不愿意成为一个他无法控制的军事谋划中的一员。 Mann, Chapter 6, pp. 316–395.
66. ↑  Isabel V. Hull, Absolute Destruction: Military culture and the Practices of War in Imperial Germany, Ithaca, New York, 2005, pp. 90–108; 324–333.
67. ↑  The Situation of Germany. (PDF) - The New York Times, July 1, 1866
68. ↑  Michael Eliot Howard, The Franco-Prussian War: the German invasion of France, 1870–1871. New York, MacMillan, 1961, p. 40.
69. ↑  Mann, pp. 390–395.
70. ↑  A.J.P. Taylor, Bismarck: The Man and the Statesman. Oxford, Clarendon, 1988. Chapter 1, and Conclusion.
71. ↑  Howard, pp. 40–57.
72. ↑  Sheehan, pp. 900–904; Wawro, pp. 4–32; Holt, p. 75.
73. ↑  Holt, p. 75.
74. ↑  Sheehan, pp. 900–906.
75. ↑  Sheehan, p. 906; Wawro, pp. 82–84.
76. ↑  Sheehan, pp. 905–906.
77. ↑  Sheehan, p. 909.
78. ↑  Geoffrey Wawro, The Austro Prussian War: Austria's War with Prussia and Italy in 1866. Cambridge, Cambridge University, 1996, pp. 50–60; 75–79.
79. ↑  Wawro, pp. 57–75.
80. ↑  Sheehan, pp. 908–909
81. ↑  Taylor, Bismarck, pp. 87–88.
82. ↑  Sheehan, p. 910.
83. ↑  Sheehan, pp. 905–910.
84. ↑  Rosita Rindler Schjerve Diglossia and Power: Language Policies and Practice in the Nineteenth Century Habsburg Empire, 2003, ISBN 978-3-11-017653-7, pp. 199–200.
85. ↑  Bridge and Bullen, The Great Powers and the European States System 1814–1914.
86. ↑  Sheehan, pp. 909–910; Wawro, Chapter 11.
87. ↑  Blackbourn, Long Century, Chapter V: From Reaction to Unification, pp. 225–269.
88. ↑  Howard, pp. 4–60.
89. ↑  Howard, pp. 50–57.
90. ↑  Howard, pp. 55–56.
91. ↑  Howard, pp. 56–57.
92. ↑  Howard, pp. 55–59.
93. ↑  Howard, pp. 64–68.
94. ↑  Howard, pp. 218–222.
95. ↑  Howard, pp. 222–230.
96. ↑  Taylor, Bismarck, p. 126
97. ↑  Die Reichsgründung 1871 （页面存档备份，存于） (The Foundation of the Empire, 1871), Lebendiges virtuelles Museum Online, accessed 2008-12-22. 德语翻译：[...] on the wishes of Wilhelm I, on the 170th anniversary of the elevation of the House of Brandenburg to princely status on 18 January 1701, the assembled German princes and high military officials proclaimed Wilhelm I as German Emperor in the Hall of Mirrors at the Versailles Palace.
98. ↑  Taylor, Bismarck, p. 133.
99. ↑  Crankshaw, Edward. Bismarck. New York, The Viking Press, 1981, p. 299.
100. ↑  Howard, Chapter XI: the Peace, pp. 432–456.
101. ↑  Blackbourn, Long Century, pp. 255–257.
102. ↑  Alon Confino. The Nation as a Local Metaphor: Württemberg, Imperial Germany, and National Memory, 1871–1918. Chapel Hill, University of North Carolina Press, 1997.
103. ↑  Richard J. Evans, Death in Hamburg: Society and Politics in the Cholera Years, 1830–1910. New York, 2005, p. 1.
104. ↑  Blackbourn, Long Century, p. 267.
105. ↑  Blackbourn, Long Century, p. 225–301.
106. ↑  David Blackbourn and Geoff Eley. The peculiarities of German history: bourgeois society and politics in nineteenth-century Germany. Oxford [Oxfordshire] and New York, Oxford University Press, 1984. Peter Blickle, Heimat: a critical theory of the German idea of homeland, Studies in German literature, linguistics and culture. Columbia, South Carolina, Camden House; Boydell & Brewer, 2004. Robert W. Scribner, Sheilagh C. Ogilvie, Germany: a new social and economic history. London and New York, Arnold and St. Martin's Press, 1996.
107. ↑  一部分研究：Geoff Eley, Reshaping the German right: radical nationalism and political change after Bismarck. New Haven, 1980. Richard J. Evans, Death in Hamburg: Society and Politics in the Cholera Years, 1830–1910.New York, 2005. Evans, Richard J. Society and politics in Wilhelmine Germany. London and New York, 1978. Thomas Nipperdey, Germany from Napoleon to Bismarck, 1800–1866. Princeton, New Jersey, 1996. Jonathan Sperber, Popular Catholicism in nineteenth-century Germany. Princeton, N.J., 1984. (1997).
108. ↑  Blackbourn, Long Century, Chapter VI, particularly pp. 225–243.
109. ↑  Blackbourn, Long Century, pp. 240–290.
110. ↑  参见：Joseph R. Llobera, and Goldsmiths' College. The role of historical memory in (ethno)nation-building, Goldsmiths sociology papers. London, 1996; （德文） Alexandre Escudier, Brigitte Sauzay, and Rudolf von Thadden. Gedenken im Zwiespalt: Konfliktlinien europ?ischen Erinnerns, Genshagener Gespr?che; vol. 4. G?ttingen: 2001; Alon Confino. The Nation as a Local Metaphor: Württemberg, Imperial Germany, and National Memory, 1871–1918. Chapel Hill, 1999.
111. ↑  Blackbourn, Long Century, pp. 243–282.
112. ↑  Blackbourn, Long Century, pp. 283; 285–300;
113. ↑  Sperber, Jonathan. Popular Catholicism in nineteenth-century Germany, Princeton, N.J., 1984.
114. ↑  Marion Kaplan, The making of the Jewish middle class: women, family, and identity in Imperial Germany, New York, 1991.
115. ↑  Kaplan, in particular, pp. 4–7 and Conclusion.
116. ↑  Blackbourn and Eley, Peculiarities, p. 241.
117. ↑  Karin Friedrich, The other Prussia: royal Prussia, Poland and liberty, 1569–1772, New York, 2000, p. 5.
118. ↑  许多现代史学家描述这一神话，但并不支持之，例如：Rudy Koshar, Germany's Transient Pasts: Preservation and the National Memory in the Twentieth Century. Chapel Hill, 1998; Hans Kohn. German history; some new German views. Boston, 1954; Thomas Nipperdey, Germany history from Napoleon to Bismarck.
119. ↑  Richard R. Flores, Remembering the Alamo: memory, modernity, and the master symbol. 1st ed, History, culture, and society series. Austin, Texas, 2002.
120. ↑  Josep R. Llobera and Goldsmiths' College. The role of historical memory in (ethno)nation-building. Goldsmiths sociology papers. London, Goldsmiths College, 1996.

## 拓展阅读

### 英语
- Bazillion, Richard J. Modernizing Germany: Karl Biedermann's career in the kingdom of Saxony, 1835–1901. American university studies. Series IX, History, vol. 84. New York, Peter Lang, 1990. ISBN 978-0-8204-1185-9
- Brose, Eric Dorn. German History, 1789–1871: From the Holy Roman Empire to the Bismarckian Reich. (1997) online edition （页面存档备份，存于）
- Bucholz, Arden. Moltke, Schlieffen, and Prussian war planning. New York, Berg Pub Ltd, 1991. ISBN 978-0-85496-653-0
- ___. Moltke and the German Wars 1864–1871. New York, Palgrave MacMillan, 2001. ISBN 978-0-333-68758-1
- Clark, Christopher. Iron Kingdom: The Rise and Downfall of Prussia, 1600–1947. Cambridge, Belknap Press of Harvard University Press, 2006, 2009. ISBN 978-0-674-03196-8
- Clemente, Steven E. For King and Kaiser!: the making of the Prussian Army officer, 1860–1914. Contributions in military studies, no. 123. New York: Greenwood, 1992. ISBN 978-0-313-28004-7
- Cocks, Geoffrey and Konrad Hugo Jarausch. German professions, 1800–1950. New York, Oxford University Press, 1990. ISBN 978-0-19-505596-2
- Droysen, J.G. Modern History Sourcebook: Documents of German Unification （页面存档备份，存于）, 1848–1871. Accessed April 9, 2009.
- Dwyer, Philip G. Modern Prussian history, 1830–1947. Harlow, England, New York: Longman, 2001. ISBN 978-0-582-29270-3
- Friedrich, Otto. Blood and iron: from Bismarck to Hitler the von Moltke family's impact on German history. New York, Harper, 1995. ISBN 978-0-06-016866-7
- Groh, John E. Nineteenth-century German Protestantism: the church as social model. Washington, D.C., University Press of America, 1982. ISBN 978-0-8191-2078-6
- Henne, Helmut, and Georg Objartel. . Berlin & NY, de Gruyter. 1983. OCLC 9193308.
- Hughes, Michael. Nationalism and society: Germany, 1800–1945. London & New York, Edward Arnold, 1988. ISBN 978-0-7131-6522-7
- Kollander, Patricia. Frederick III: Germany's liberal emperor, Contributions to the study of world history, no. 50. Westport, Conn., Greenwood, 1995. ISBN 978-0-313-29483-9
- Koshar, Rudy. Germany's Transient Pasts: Preservation and the National Memory in the Twentieth Century. Chapel Hill, University of North Carolina Press, 1998. ISBN 978-0-8078-4701-5
- Lowenstein, Steven M. The Berlin Jewish community: enlightenment, family, and crisis, 1770–1830. Studies in Jewish history. New York, Oxford University Press, 1994. ISBN 978-0-19-508326-2
- Lüdtke, Alf. Police and State in Prussia, 1815–1850. Cambridge, New York & Paris, Cambridge University Press, 1989. ISBN 978-0-521-11187-4
- Ogilvie, Sheilagh, and Richard Overy.	Germany: A New Social and Economic History Volume 3: Since 1800 (2004)
- Ohles, Frederik. Germany's rude awakening: censorship in the land of the Brothers Grimm. Kent, Ohio, Ohio State University Press, 1992. ISBN 978-0-87338-460-5
- Pflanze  Otto, ed. The Unification of Germany, 1848–1871 (1979), essays by historians
- Schleunes, Karl A. Schooling and society: the politics of education in Prussia and Bavaria, 1750–1900. Oxford & New York, Oxford University Press, 1989. ISBN 978-0-85496-267-9
- Showalter, Dennis E. The Wars of German Unification (2004)
- Showalter, Dennis E. Railroads and rifles: soldiers, technology, and the unification of Germany. Hamden, Connecticut, Hailer Publishing, 1975. ISBN 978-0-9798500-9-7
- Smith, Woodruff D. Politics and the sciences of culture in Germany, 1840–1920. New York, Oxford University Press, 1991. ISBN 978-0-19-506536-7
- Wawro, Geoffrey. The Franco-Prussian War: The German Conquest of France. Cambridge, Cambridge University Press, 2005. ISBN 978-0-521-61743-7

### 德语
- Helmut Böhme: Die Reichsgründung. München 1967.
- Hagen Schulze: Der Weg zum Nationalstaat. Die deutsche Nationalbewegung vom 18. Jahrhundert bis zur Reichsgründung. In: Martin Broszat, Wolfgang Benz, Hermann Graml (Hrsg.): Deutsche Geschichte der neuesten Zeit vom 19. Jahrhundert bis zur Gegenwart. München 1985.
- Kurt Jaeger: Die deutschen Münzen seit 1871: mit Prägezahlen und Bewertungen (Bewertungen mit aktuellen Marktpreisen; mit allen deutschen Euro-Münzen). 19., erw. Auflage, bearb. von Helmut Kahnt, H. Gietl Verlag, Regenstauf 2005, ISBN 3-924861-97-8.
- Wolfgang Trapp, Torsten Fried: Handbuch der Münzkunde und des Geldwesens in Deutschland. Reclam, Stuttgart 2006, ISBN 3-15-010617-6.
- Jörg-Detlef Kühne: Die Reichsverfassung der Paulskirche. Vorbild und Verwirklichung im späteren deutschen Rechtsleben. 2. Auflage, Neuwied 1998, ISBN 3-472-03024-0.
- Karl Binding: Der Versuch der Reichsgründung durch die Paulskirche. Schutterwald/Baden 1998, ISBN 978-3-928640-45-9.
- Sérgio Fernandes Fortunato: Vom römisch-gemeinen Recht zum Bürgerlichen Gesetzbuch. In: ZJS 4 (2009), S. 327–338 (PDF; 175 kB) （页面存档备份，存于）.
- Hans Schlosser: Grundzüge der Neueren Privatrechtsgeschichte. UTB 882, 10. Aufl. 2005, ISBN 3-8252-0882-6, insb. S. 180–206.
- Franz Wieacker: Privatrechtsgeschichte der Neuzeit unter besonderer Berücksichtigung der deutschen Entwicklung. 2., neubearbeitete Auflage. 1967, ISBN 3-525-18108-6.
- Friedrich Bülow: Friedrich List. Ein Volkswirt kämpft für Deutschlands Einheit. (Persönlichkeit und Geschichte; 16). Musterschmidt, Göttingen/ Zürich/ Frankfurt 1959, ISBN 3-7881-0016-8.
- Friedrich Lenz: Friedrich List und die deutsche Einheit (1789–1846). Deutsche Verlagsanstalt, Stuttgart 1946.